# ثورة الدستور
ثورة الدستور هي انقلاب مسلح قاده الإمام عبد الله الوزير على يحيي حميد الدين في 17 فبراير 1948 لإنشاء دستور للبلاد. قتل خلاله يحيى حميد الدين ببندقية الشيخ علي بن ناصر القردعي في منطقة حزيز جنوبي صنعاء. أزيح آل حميد الدين من الحكم وتولى عبد الله الوزير السلطة كإمام دستوري، فشل الانقلاب بعد أن قام أحمد حميد الدين بثورة مضادة مؤيدة بأنصاره من القبائل استطاع خلالها إجهاض الثورة وإعدام الثوار وقدمت السعودية الدعم للإمام أحمد بسبب طبيعة الانقلاب الدستورية. كذلك ابتعاد القيادات عن عموم الشعب أدى إلى فشل الثورة، فعلاقة الإمام بالقبائل كانت أقوى كونه «أمير المؤمنين» فلم تكن هناك من مقارنة بين القوات الانقلابية والقبائل التي استجابت لدعوة الإمام أحمد.

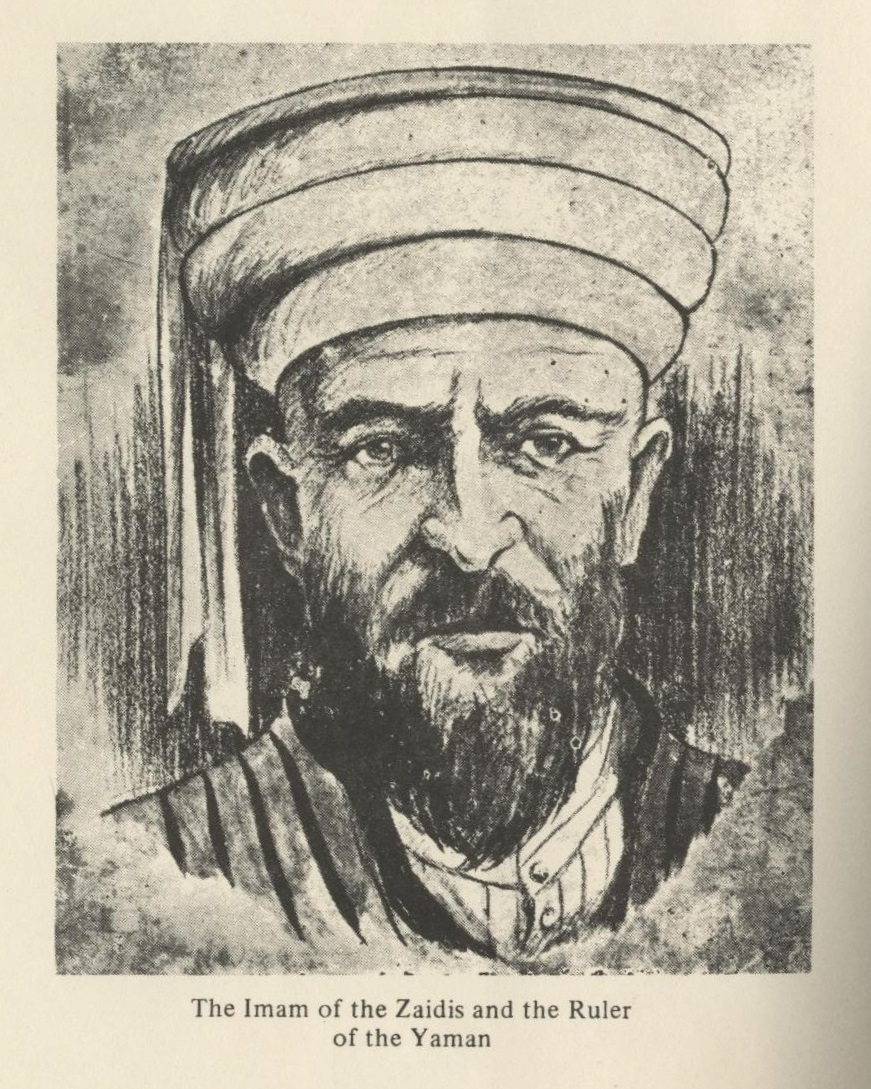
الإمام يحيى حميد الدين.

## أحداث قبل الثورة
كانت خطة الثورة في البداية انتظار موت الإمام يحيى موتا طبيعياً فهو مريض مسن، ولكن في منتصف يناير 1948 اختارت «الجمعية اليمنية الكبرى» رجلا ليشق طريقه داخل قصر الإمام ليقوم باغتياله ونجح الرجل في دخول القصر إلا أنه قبض عليه بواسطة عبد مخلص من حرس القصر اسمه –عامر عنبر قبل أن يأخذ طريقه إلى غرفة الإمام ولكن الرجل هرب من القصر عبر السور مارا بحي بير العزب. أذيع في عدن بيان الثورة وأن عبد الله بن الوزير بويع بالإمامة خلفا للإمام وأوفد حاكم عدن ضابط شرطة إلى سيف الإسلام إبراهيم يحيى حميد الدين لينقل إليه تعازيه الشخصية مما جعل الجميع يوقنون تماما بأن الإمام مات.
لم يعرف الثوار في عدن حقيقة ما جرى في قصر الإمام في صنعاء.. فقد اعتقل «القاتل» قبل أن يقوم بمهمته في اغتيال الإمام، ولكنه –أي القاتل- استطاع الهرب فظن زملاؤه الذين رأوه يهرب أنه نجح فأذاعوا النبأ.
وعمل الإمام يحيى على استدعاء ولي عهده سيف الإسلام أحمد من تعز إلى صنعاء ليقوم هو باعتقال عبد الله الوزير وغيره من المشتبه فيهم وفي تعز حيث إقامة ولي العهد أحمد –اتفقت مجموعة من قادة الأحرار وهم من الإخوان- حسين الكيسي والفضيل الورتلاني- وزيد الموشكي وأحمد الشامي وغيرهم – على تدارك الأمر بعرض «الميثاق» (الذي ينظم طريقة الحكم وصلاحيات الإمام) عليه ولكن ولي العهد أحمد رفض الفكرة جمله وتفصيلا.
اكتشف ولي العهد مخطط خصومه وكان يعلم أنه المستهدف الأول والخطير من قبل المنافسين له على السلطة والخائفين منه، وأولئك الذين لا يرونه أهلاً للقيام بالإمامة على شرط المذهب الزيدي، ومن قبل «الأحرار» والمعارضين في عدن
كان عليه أن يدبر أمر النجاة بنفسه من أية محاولة أو ترتيب لاغتياله –وفي الوقت نفسه يعمل على سحب أكثر عدد ممكن من «الجيش النظامي» بتعز، حتى لا يطارده أحد حين يغادرها، ومن جهة أخرى- كان عليه أن يؤمن سفره وهو في طريقه إلى «حجة» -مركز الزيدية الحصين- بإيهام كل من في تعز وصنعاء أنه متجه إليها. ثم كان عليه – بعد كل ذلك أن يكسب موقف الملك عبد العزيز آل سعود، بأن يظل على الأقل محايدا لأنه كان يظن – إن لم يكن متأكدا- أن الملك عبد العزيز يقدر عبد الله الوزير، وابن عمه على ابن عبد الله الوزير، ويفضلهما عليه، ويخاف من اعترافه بالوزير، إذا ادعى الإمامة، ومن تأييده له ووقوفه بجانبه إذا تنازعا.

## تنفيذ الاغتيال
شعر الأحرار اليمنيون بأن الإمام يحيى حميد الدين في طريقه لاكتشاف شخصياتهم بعد أن كشفت ترتيباتهم بعد أن شفي من مرضه، وبالتالي ثلاثاء 7 ربيع الآخر 1367هـ الموافق 17 فبراير 1948 وقد أعد علي السنيدار ومحمد الكبوس سيارة من سيارات شركة الفضيل الورتلاني التي أنشأها في اليمن، عليها خمسة أشخاص مسلحين يسوقها أحمد ريحان، واعترضت موكب الإمام يحيى عند قرية حزيز، التي تبعد عن صنعاء بعشرة كيلو مترات، فانطلقت رصاصات من مدفع رشاش استقر خمسون منها في جسد الإمام، فمات في الحال، وقتل معه رئيس وزرائه، القاضي عبد الله العمري وخادمه، وقتل ولداه الحسين ومحسن عندما أرادا مقاومة الثوار المتجهين إلى القصر الملكي، كما قتل حفيد الإمام واعتقل ثلاثة من أبنائه، وهم القاسم وعلي وإسماعيل.
أبلغ زعماء القبائل والمحافظين في أنحاء اليمن بأن الإمام توفى بالسكتة القلبية ولكن خبر موته الدموي انتشر بين الناس ووصل إلى القرى مثيرا الشكوك تجاه الحكم الجديد.
وكان ممن شارك في تدبير عملية الاغتيال جمال جميل مدير الأمن العام في اليمن. وهو ضابط عراقي.

## إعلان الإمام الجديد
في صنعاء بويع عبد الله الوزير (الذي كان قائدا عاما لجيوش الإمام يحيى ومحافظ الحديدة) أميرا للمؤمنين وإماما للمسلمين، يوم 17 فبراير 1948 وأصدرت الحكومة الجديدة بلاغا عاما باسم مدير الدعاية يصف فيه سير الأحداث التي جرت خلال الأيام التي سيطرت الحكومة الجديدة فيها على الوضع العام حيث جاء فيه:
| ثورة الدستور | في الساعة السابعة من يوم الثلاثاء الموافق 8 ربيع الآخر سنة 1367 هـ الساعة الأولى من 17 فبراير 1948 مات الإمام يحيى حميد الدين وفي صبيحة يوم الأربعاء الساعة واحدة عربي أي : "الساعة السابعة صباحا" تجهزت الجماهير من علماء صنعاء وسادتها وخطبائها وشعرائها وتجارها وباعتها وأجمعوا أمرهم وفي مقدمتهم حكام الاستئناف على تنصيب إمام جديد يكفل لها الخير الشامل والبركة فقر قرارهم بعد تبادل المشورة على اختيار السيد عبد الله بن أحمد الوزير أيده الله فبلغ اختيارهم له فخرج من داره واتجه نحو قصر غمدان حيث عقدت له البيعة فقدموا صورة لقيام نظام سائد وسكينة ووقار وحطوا أيديهم في يده وبايعوه إماما شرعيا شورويا دستوريا.. وبعد تقدمهم وعقد بيعتهم تقدم أمير الجيش اليماني وكتبته فبايعوه كما بايعه الذين من قبلهم ثم دخل على أثرهم مشايخ قبائل ضواحي صنعاء ورؤساء عشائرهم فبايعوه على ذلك . | ثورة الدستور |

وفي مصر وصفت جريدة الإخوان المسلمين في عددها يوم 21 فبراير عام 1948 الإمام الجديد عبد الله الوزير بالتقى، والعالم، والفقيه.

### حكومة الدستور
وألفت الحكومة اليمانية الجديدة من مجلس الشورى يتألف من ستين عالما وفقيها من نخبة الأمة اليمنية.
وقرر مجلس وزراء حكومة الثورة تعيين الفضيل الورتلانى (مهندس الثورة) أول مستشار عام للدولة، وطلب من الشيخ حسن البنا والفريق عزيز المصري، أن يكونا من المستشارين العموميين للحكومة، وأعلنت إذاعة صنعاء أن الإمام تفضل وعين أحد المصريين مصطفى الشكعة مديرا للإذاعة اليمنية وباقي زملائه مذيعين وهم من الإخوان، لتعمل الإذاعة أربع ساعات يومياً.
واتخذ المجلس أيضًا قرارات تتعلق بمستقبل الشعب اليمني ورفاهيته كان أهمها
1. المسارعة إلى إنشاء مجلس شورى حتى تتخلص اليمن من حكمها الاستبدادي.
2. اعتماد مبلغ ضخم لإنشاء مجموعة من المستشفيات تكون كشبكة طبية ف جميع أنحاء البلاد واستدعاء مجموعة ضخمة من الأطباء العرب لإدارتها بمرتبات مغرية.
3. اعتماد مبلغ آخر لإنشاء أكبر عدد من المدارس الابتدائية والثانوية والصناعية واستقبال المدرسين من جميع أنحاء العالم العربي وإرسال البعوث الكبيرة من أبناء اليمن وشبابه لإتمام تعليمهم في مصر.
4. إنشاء شبكة من الطرقات الممهدة تصل جميع أطراف الدولة بعضها ببعض وتختصر المسافات الطويلة التي يقطعها المسافر وذلك بإنشاء الكباري والجسور فوق الأودية في الطرق الرئيسية.
5. إقامة محطات كهرباء في المدن العامة مثل صنعاء والحديدة وتعز لإضاءتها بالكهرباء لأول مرة في تاريخ. 6- الاتفاق مع شركات عربية وأجنبية لاستغلال مناجم الفحم والنحاس التي توجد بوفرة في بلاد اليمن.
6. التعاقد مع إحدى الشركات لخلق ميناء كبير في خليج الكثيبل المجاور لمدينة الحديدة.
7. إطلاق سراح الرهائن من أبناء شيوخ القبائل الذين كان يحتفظ بهم الإمام يحيى في السجن حتى لا يخرج آباؤهم على طاعته.
8. سن تشريع سريع للقضاء على استعمال السم الأخضر المعروف بالقات واقتلاع جميع أشجاره.

## محاولات كسب الاعتراف الدولي
في 11 مارس 1948 أرسل عبد الله الوزير برقيات إلى ملوك ورؤساء الدول العربية، وسفراء بريطانيا وفرنسا وروسيا وأمريكا في مصر، تحذر من أن صنعاء في خطر عظيم، مما أسماهم بالقبائل المتوحشة، وطلبت حكومة الثورة من جامعة الدول العربية الاعتراف بها، فأرسل عبد الرحمن عزام أمين عام الجامعة لجنة تمهيدية إلى صنعاء، للقيام بالتحريات عن أحوالها ومعرفة طبيعة ما يجرى في البلاد، وتولى رئاسة اللجنة عبد المنعم مصطفى، والدبلوماسي الدكتور حسن إسماعيل الذي اتضح بعد ذلك أنه من الإخوان، وخرجت طائرة مصرية حربية تقل وفد الجامعة، وكان يقود الطائرة عبد اللطيف البغدادي عضو مجلس قيادة ثورة 23 يوليو1952 واستقرت البعثة في صنعاء أسبوعين، وطلب الدكتور حسن إسماعيل من الطيار عبد اللطيف البغدادي، إلقاء منشورات في تعز والحديدة وغيرهما من مدن اليمن، لتأييد الثورة ودعوة اليمنيين إلى الهدوء.

### بريطانيا
طلب الأمير إبراهيم من حاكم عدن «ريحنالد شامبيون» طائرة تابعة للسلاح الجوي الملكي البريطاني تقله إلى صنعاء. وطلب عبد الله الوزير من حاكم عدن المساعدة.
وكان الحاكم يعرف مساوئ حكم الإمام يحيى حميد الدين ويميل لتأييد الثورة. ولكنه ترد في الاستجابة لهذه الخطوة فهي تعني الاعتراف بالنظام الثوري الجديد في اليمن وبعث إلى لندن يطلب رأيها.
بحثت وزارة الخارجية البريطانية الموقف من جميع نواحيه وأعدت مذكرة جاء فيها: "الشواهد لدينا غير كافية لنحدد ما إذا كان الحكم الجديد قد استقر كما يدعى. ولكن اثنين من أبناء الإمام السابق –وهما سيف الإسلام أحمد وسيف الإسلام الحسن- ما زالا طليقين وقد يحاولان القيام بتمرد مضاد.
وإذا كان عبد الله الوزير قد جاء ليبقى فهناك ميزات واضحة في تبني موقف ودي تجاهه في الحال. وأية مساعدة تقدمها بريطانيا له ستترك انطباعا هائلا.. أما الحياد الفاتر فلن يكون لصالح بريطانيا فيما بعد.
وإذا كان على بريطانيا مساعدة الثورة الآن والاعتراف بها فورا فعلينا أن نضرب الحديد وهو ساخن. ونطلب السماح بتمثيل دبلوماسي بريطاني في صنعاء ورسم الحدود بين اليمن ومحمية عدن على أساس معاهدة صنعاء 1934 وإذا أيدنا من البداية نظام الحكم الجديد فستكون أمامنا فرصة أفضل لضمان موافقة يمنية على هذين الاقتراحين، ومن ناحية أخرى إذا ألزمنا أنفسنا بالاعتراف بنظام حكم سوف ينهار فإننا بطبيعة الحال –سنكون في موقف أسوأ.
وجدت الحكومة البريطانية «أن الثورة لم تستقر تماما». وطلبت من حاكم عدن أن يرفض طلب الأمير إبراهيم بإعطائه طائرة وأن يتحسس –الحاكم- خطواته ببطئ، وكان القرار البريطاني يعني الانتهازية.. والانتظار حتى تستقر الثورة، ولكن الأمير إبراهيم لم ينتظر بل قام وزملاؤه بالسفر إلى صنعاء بطريق البر.
وبذلك اكتمل مجلس الثورة اليمني وفي الحال اتخذ قرار بتعيين سيف الحق إبراهيم رئيسا للوزراء وعلى الوزير رئيسا لمجلس الشورى رفض سيف الإسلام عبد الله –شقيق الإمام أحمد – الاعتراف بعبد الله الوزير إماما.

## موقف الدول العربيةوالجامعة العربيةمن الثورة
كانت معظم دول الجامعة العربية السبعة نظماً ملكية وهي مصر والسعودية والعراق واليمن والأردن، بينما كانت كل من سوريا ولبنان ذات نظام جمهوري، ولذلك كانت سوريا ولبنان أكثر ميلاً وتعاطفاً مع الثورة على عكس باقي دول الجامعة العربية التي اتخذت موقفا عدائيا من الثورة وكانت الأردن الأصرح في عدائها للثورة، والأسرع للأعتراف بأحمد ملكاً لليمن، كما كانت السعودية أكثر عداءً للثورة، وساهمت على نحو إيجابي في مساعدة أحمد سواء بالمساعدة المادية العسكرية، أو عن طريق التأثير في وفد الجامعة العربية، وعرقلته عن الوصول لليمن، وإن كانت قد اتخذت في الظاهر الموقف التي اتفقت عليه دول الجامعة العربية، وهو الوقوف على الحياد، حتى يسافر وفد الجامعة العربية لليمن ويحقق بنفسه الوضع على الطبيعة.

### الجامعة العربية
استأجر الإخوان طائرة خاصة أقلت عبد الحكيم عابدين السكرتير العام للجماعة وأمين إسماعيل سكرتير تحرير صحيفة الإخوان وعبد الرحمن نصر مدير وكالة الأنباء العربية. وحمل الوفد معه مكبرات للصوت بهدف دعوة القبائل لتأييد الثورة. كان في انتظار وفد الجماعة بمطار صنعاء الأمير محمد البدر الابن الوحيد للسيف أحمد وحسين الكبسي وزير الخارجية وعدد من الوزراء، أصبح عبد الحكيم عابدين خطيب الانقلاب في إذاعة صنعاء، وكان يساعده في الخطب ووضع برامج الإذاعة الإخوان المسلمون المصريون الذين يعملون مدرسين في صنعاء.
عادت الطائرة إلى جدة تقل وفدا يمنيا للقاء ممثلي الجامعة العربية يتألف من نجل الإمام الجديد عبد الله بن علي بن الوزير، والفضيل الورتلاني، ووزير المعارف في حكومة الثورة محمد محمود الزبيري لشرح الموقف في اليمن للملك عبد العزيز.
طلبت حكومة الثورة من دول الجامعة العربية الاعتراف بها... ودعت وفدا من الجامعة لزيارة اليمن يرأسه عبد الرحمن عزام الأمين العام ليرى استقرار نظام الحكم الجديد في البلاد.
قررت الجامعة إرسال بعثة تمهيدية لليمن كمقدمة لإرسال وفد من الجامعة العربية يمثل جميع دول الجامعة برئاسة عبد الرحمن عزام أمين عام جامعة الدول العربية إلى اليمن لمعاينة الوضع على الطبيعة والاتصال بالطرفين، ووضع تصور لحل الأزمة.
ومن المهم التوقف عند ما ذكره حسين حسني سكرتير الملك فاروق وعضو وفد الجامعة العربية إلى اليمن عن هذا الوفد ومهمته، حيث تعتبر روايته، شهادة شاهد عيان، كما تكشف شهادته الموقف الحقيقي لمصر والسعودية من الثورة، فبعد وصول أنباء الثورة وفي لقاء له مع الملك فاروق تناول أحداث اليمن، اقترح – حسب روايته – أن تتولى الجامعة العربية تشكيل وفد يمثلها للذهاب إلى اليمنلاستطلاع الحالة هناك عن كثب ومعرفة حقيقة الأمور، واتخاذ قرار جماعي للاعتراف بالسلطة التي ارتضتها أغلبية الشعب هناك، وأن هذا الاقتراح يتفادى أي خلاف بين الدول العربية، إذا انفردت كل دولة بالعمل بمفردها، ويضيف أنه اقترح أن يكون السفر على إحدى بواخر خفر السواحل المصرية، حتى يمكن إيواء الأمير أحمد وأفراد أسرة الإمام إذا تبين أنهم مشردون يبحثون عن مأوى، كما ذكرت الأخبار في ذلك الوقت، كما أن السفينة يمكن اتخاذها قصراً أو مركزاً لوفد الجامعة أثناء مقامه في اليمن إذا اقتضت الأحوال لذلك يجب التريث في الاعتراف بالنظام الجديد، وقد وافق الملك على اقتراحاته، وكلفه بتمثيل مصر في وفد الجامعة، والاتصال بعزام باشا لتشكيل وفد الجامعة، وتم إعداد الباخرة فاروق للقيام بمهمة نقل الوفد إلى اليمن.
ويوضح حديث حسين حسني مع الملك فاروق أنه صاحب فكرة إرسال وفد الجامعة العربية لليمن وهو القرار الذي اتخذته اللجنة السياسية للجامعة العربية، كما يتضح تعاطفه مع سيف الإسلام أحمد – على من أنه زار اليمن عام 1929 كما تمت الإشارة إلى ذلك، ويعلم سوء الأوضاع به - كما أنه وراء عدم المبادرة للاعتراف بالنظام الجديد، ومن الملاحظ أنه لم يذكر أي شيء على لسان الملك فاروق يوضح موقفه بصراحة، فكل الحديث على لسانه مع إقرار الملك فاروق لآرائه واقتراحاته، والتي كانت تتلاءم بطبيعة الحال مع مصلحة الملك فاروق الشخصية، فقد كان من الصعب على نظام ملكي تقبل اغتيال أحد الملوك بهذه الصورة، وهو الأمر الذي يمكن أن يكون نموذجاً يحتذى به ضد النظم الملكية الأخرى.
وقد غادرت بعثة جامعة الدول العربية صباح يوم 28 فبراير 1948 مدينة السويس برأسه عبد الرحمن عزام باشا الأمين العام للجامعة العربية وأعضائه الشيخ يوسف ياسين نائب وزير الخارجية السعودي ومظهر أرسلان باشا عن سوريا وعبد الجليل الراوي عن العراق وتقى الدين الصلح عن لبنان ومدحت جمعه عن الأردن.
واستقلوا الطرادة «فاروق» متجهين إلى جدة لمقابلة الملك عبد العزيز آل سعود، والأمير فيصل وزير الخارجية على أن يغادر جدة إلى الحديدة ميناء اليمن الأول، وقد أخذ الوفد معه سيارتي جيب لاستخدامها في التجول في المناطق اليمنية وكذلك آلة لاسلكية للاتصال بالطرادة فاروق، وكذلك كان هناك طائرة مصرية تحت تصرف الوفد لسرعة الاتصال والتنقل إذا اقتضى الأمر.
ووصل الوفد إلى جدة. ثم سافر إلى الرياض بدعوة من الملك عبد العزيز للقائه
بعد وصول الوفد إلى جدة، تأخر رحيله منها إلى اليمن، قابلوا الأمير فيصل الذي أطلعهم على آخر البرقيات الواردة من اليمن، والتي كانت تؤكد ازدياد موقف حكومة ابن الوزير سوءاً، وأن أحمد كان يزداد قوة، حتى بات ينتظر دخوله صنعاء بين لحظة وأخرى، وأن أحمد يرجو من وفد الجامعة العربية تأجيل موعد السفر إليها قليلاً، وإزاء هذه الأخبار تبين للوفد أنه لم يعد هناك ما يدعو للتعجل بالسفر إلى اليمن، واقترح عليهم الأمير فيصل أداء العمرة، على أن يتوجه الوفد بعد ذلك إلى الرياض تلبية لدعوة الملك عبد العزيز لزيارته يوم 4 مارس والتي هدفت إلى منح الأمير أحمد الوقت الكافي لتعزيز قواته قبل وصول بعثة الجامعة العربية إلى اليمن، وبالفعل توجه الوفد إلى الرياض، لمقابلة الملك عبد العزيز، وظل الوفد بالرياض حتى سقطت صنعاء في يد قوات سيف الإسلام أحمد.
وهكذا لم يؤد وفد جامعة الدول العربية أي دور يذكر حتى سقطت صنعاء، وتمت استباحتها من جانب القبائل، وهي النتيجة التي عملت لها معظم دول الجامعة، وتحديداً مصر والسعودية والعراق والأردن، وهو ما يمكن استنتاجه من مواقف هذه الدول.

### انقسام البعثة تجاه الثورة
وقف ممثلو مصر والأردن والمملكة العربية السعودية موقفا معارضا للثورة بينما أبدى ممثلا لبنان وسوريا تعاطفا معها. وقال رياض الصلح رئيس وزراء لبنان في 26 فبراير 1948 أنه رأي الإمام عبد الله الوزير إمام اليمن الجديد مرة في موسم الحج فأعجب برجولته وحبه للإصلاح وأن اليمن في عهده تفتح أبوابها للبعثات العربية ورجال الصحافة.

### الأردن
فالأردن اتخذت موقف عدائيا من عبد الله الوزير منذ البداية، ولم تلق بالا للموقف الذي اتخذته الدول العربية بالتزام الحياد حتى يذهب وفد الجامعة العربية إلى اليمن، ويدرس الأوضاع على الطبيعة، فقد صرح الملك عبد الله «إن الإمام الحق في اليمن هو سيف الإسلام أحمد، واغتيال المغفور له الإمام يحيى حميد الدين أمر مخيف إذ يجعل كل من يطمع في مقام أو منصب يستهين بالإقدام على مثل هذا العمل الفظيع فيهز البلاد هذا الهز العنيف».
كما أعلن سيف الإسلام عبد الله من باريس – كان عبد الله شقيق أحمد يشغل منصب رئيس وفد اليمن في الأمم المتحدة، وكان متواجداً بباريس لحضور دورة الجمعية العامة للأمم المتحدة – أنه تلقي برقية من ملك شرق الأردن يعلن تأييده للأمام أحمد تأييداً مطلقاً باعتباره الوارث الشرعي لمملكة اليمن.
كما أرسل الملك عبد الله رسالة إلى عزام باشا طالب فيها بتطبيق الآية القرآنية:
(وَإِنْ طَائِفَتَانِ مِنَ الْمُؤْمِنِينَ اقْتَتَلُوا فَأَصْلِحُوا بَيْنَهُمَا فَإِنْ بَغَتْ إِحْدَاهُمَا عَلَى الْأُخْرَى فَقَاتِلُوا الَّتِي تَبْغِي حَتَّى تَفِيءَ إِلَى أَمْرِ اللَّهِ فَإِنْ فَاءَتْ فَأَصْلِحُوا بَيْنَهُمَا بِالْعَدْلِ وَأَقْسِطُوا إِنَّ اللَّهَ يُحِبُّ الْمُقْسِطِينَ) (الحجرات:9).
وأن الباغي هو ابن الوزير، والمبغي عليه هو يحيى، وحذر من أن عدم تطبيق ذلك، سيفتح باب الفتنة على دول الجامعة العربية، بحيث يتمكن أهل الأغراض من الوثوب على حكوماتهم بدعوى الإصلاح، وأوضح أنه تلقي كتاب من الأدارسة يطالبون بحقهم في الإمارة الإدريسية التي اغتصبتها اليمن والسعودية، ويرجون منه تعضيدهم في الجامعة، وأوضح أن هذا الأمر سوف يفتح الباب أما الكثير من المطالب، وأعرب عن اعتقاده أنه - أي عزام - قد وجد في الرياض هذه الحقائق، وأن في حكمة الملك عبد العزيز، وتجاربه السابقة، ما يجعله يسلك خير السبل.

### العراق
أما العراق فقد كان الموقف لا يقل عداءً عن الأردن، وإن كانت أعلنت أنها لن تعترف بحكومة عبد الله الوزير إلى أن يعود وفد جامعة الدول العربية من اليمن، ويقدم تقرير للجامعة عن الحالة هناك، وقد أعلن عبد الإله الوصي على عرش العراق الحداد العام على الإمام يحيى في جميع أنحاء البلاد لمدة 10 أيام، وتنكيس الأعلام على دور الحكومة، وقد نشرت الأهرام أن الدوائر السياسية في بغداد تتوقع أن تقاطع الدول العربية عبد الله الوزير، لأنها ترتاب أن يكون ضالعا في مؤامرة اغتيال يحيى وأنه يجب أن يتولى العرش سيف الإسلام أحمد بصفته ولي العهد.

### السعودية
أما السعودية فقد مر بنا أن أحمد قد سارع إلى إرسال رسالة إلى الملك عبد العزيز عقب اغتيال والده، وأن الملك أمده بالمال والذخيرة ووعده بالمساعدة، كما ذكر الشماحي، كما مر بنا موقف الملك عبد العزيز خلال المحاولة التي قامت بها منظمة هيئة النضال للاتصال به، وكسب تأييده للثورة.
ولعل البرقية التي بعث بها القائم بأعمال المفوضية الأمريكية في جدة ريفز شايلدز تصور على نحو دقيق موقف السعودية، كما توضح الحديث عن المساعدات التي قدمتها السعودية لأحمد.
فقد أوضح ريفز أن الملك عبد العزيز كان من الممكن أن يميل لتأييد الوزير لولا وسائل العنف التي وصل بها إلى الحكم، كما أن تأييد حاكم وصل إلى السلطة بوسائل عنيفة، وتخطي الأمير أحمد يمكن أن يصبح سابقة ودافعاً لإثارة بعض المجموعات أو الفئات أو حتى بعض أفراد الأسرة السعودية الساخطين، كما أن أحمد أقل استعداداً لإدخال إصلاحات دستورية يمكن أن تؤدي للمطالبة بمثلها في السعودية.
ويذكر أن الملك استطاع إرسال مبعوثين إلى اليمن فوراً لجمع التأييد لأحمد وتدعيم المقاومة ضد عبد الله الوزير، مستغلاً نفوذه الكبير على سكان اليمن غير الشيعيين، كما أن هناك تلميحات بأن توزيع كمية صغيرة من النقود على الشخصيات المهمة باليمن، الموجودة في موقع السلطة يمكن أن تؤثر بدورها على عدد كبير من السكان، على الرغم من حرص ريفز على التأكيد أن مصادره تستطيع تقديم أي دليل إيجابي على هذه المساعدة.
وقد أوضح الملك عبد العزيز موقفه بوضوح لأعضاء وفد جامعة الدول العربية أثناء استقباله لهم في الرياض، حيث أعرب أمام جميع الحاضرين عن شدة أسفه وتأثره لما لقيه الإمام يحيى من نهاية بشعة بعد طول جهاد في سبيل حفظ كيان بلاده، والدفاع عنها، واستنكر جرأة من اقترفوا الجريمة على طلب النجدة والمعونة، باسم الحفاظ على الأمن وحماية الأرواح من عدوان اللصوص، وهم الذي سفكوا الدماء، «ولكن عين الله لا تغفل ولسوف تدور عليهم الدوائر من قريب، كما تشير إلى ذلك كل الأخبار الواردة إلى اليمن».
كما وزعت وزارة الخارجية السعودية على كل أعضاء الوفد صورة تقرير احتوى علي ملخص واف لكل المعلومات المتعلقة بما حدث في اليمن منذ اللحظة الأولى، وقد احتوى علي تفاصيل اغتيال يحيى، والبرقيات التي وردت من عبد الله الوزير إلى الملك عبد العزيز طالباً العون والمساعدة، وتمسك الملك بالحياد بين المتنازعين حتى تصدر الجامعة قرارها في الموقف بأكمله.
وبالرغم من الحديث عن المساعدات التي قدمتها السعودية لأحمد من ذخيرة وسلاح ومال فإنه يمكن القول إن المساعدة الفعالة من جانب السعودية تركزت في عاملين اثنين:-
الأول:- عرقلة عمل وفد الجامعة العربية عن طريق استدعاء الوفد إلى الرياض، وتأخير وصوله إلى اليمن حتى ينتهي أحمد من القضاء على الثورة.
الثاني:- استغلال نفوذ الملك عبد العزيز على شوافع اليمن، لتجنب انضمامهم إلى جانب الثورة، بالإضافة إلى اكتساب دعمهم لأحمد.
أما الحديث عن الأسلحة والمساعدات العسكرية التي تحدثت عنها بعض المصادر، فإنها - إن صحت - لم يكن لها دور في حسم المعركة لصالح أحمد، حيث قامت القبائل المسلحة، التي حركتها دعاية أحمد، بالدور الأكبر في حسم المعركة عسكرياً، بالإضافة لانضمام قطاعات من الجيش النظامي لصالح الأمير أحمد.

### مصر
أما مصر فقد أعلنت الحياد بصفة رسمية، وصرح وزير الخارجية بأن مجلس الوزراء ناقش الحالة في اليمن، وأن الرأي استقر علي أن تقف الحكومة المصرية موقف الحياد مع بذل مساعيها للتوفيق بقدر المستطاع.
ولكن بالتأكيد كان موقف فاروق مطابقاً لملوك العرب الآخرين، ولعل ما سبق ذكره عما دار بين حسين حسني والملك فاروق عن أحداث اليمن، والذهاب لليمن عن طريق البحر بدلاً من الطائرة ما يوضح موقف الملك المؤيد لأحمد، وهو الأمر الذي يتضح جلياً من حديث حسين حسني عن أحداث اليمن، وتأييده لأحمد، بل إن تعيين حسين حسني نفسه كممثل لمصر يوضح موقف الملك فاروق، واهتمامه بالأحداث في اليمن.
ويذكر حسين حسني أنه بعد إبحار الطرادة «فاروق» جرت مناقشة بينه وبين عزام باشا بحضور أعضاء الوفد، تناولت الخطة الواجب القيام بها للاتصال بطرفي النزاع، حيث يوجد عبد الله الوزير في صنعاء، بينما أحمد مجهول المكان، وكان رأي عزام أنه من الأفضل التوجه رأساً إلى صنعاء، والتفكير بعدها فيما يمكن عمله للاتصال بالأمير أحمد، وهنا أبدى حسين حسني خشيته من أن تتخذ حكومة الانقلاب من هذا التصرف سبباً للإدعاء بأن الجامعة العربية قد اعترفت بها، وهو الأمر الذي يسيء إلى الأمير أحمد وأنصاره لما ينطوي عليه ذلك من تجاهل لمركزه الشرعي كولي للعهد.

### الاعتماد على الجامعة العربية
وهكذا كان موقف أغلب الدول العربية الذي اتسم بالعداء من ثورة اليمن، باستثناء لبنان وسورياالتي أبدتا بعض التعاطف مع ثورة اليمن، فقد صرح رئيس وزراء لبنان أنه رأي إمام اليمن الجديد في موسم الحج فأعجب برجولته وحبه للإصلاح، وأن اليمن بدأت في عهده تفتح أبوابها للبعثات العربية ورجال الصحافة، وأبدي أسفه لظروف وفاة يحيى ونوة بفضلة في منع التدخل الأجنبي في بلاده.
وفي الوقت الذي كانت فيه دول الجامعة العربية تتخذ هذا الموقف العدائي من الثورة في اليمن كانت الثورة تعتمد أساسا على جامعة الدول العربية، واستصراخ الدول العربية في تقديم الدعم لها لمواجهة سيل القبائل الزاحفة علي صنعاء دون جدوى، بعد أن رفعت هذه الدول راية التمسك بالحياد بين الطرفين، حتى يذهب وفد الجامعة إلى اليمن، وهو الوفد الذي لم يقدر له أن يري اليمن أبداً، بفعل المناورات والمراوغات، وتضييع الوقت من جانب بعض الدول العربية.

## بداية التدهور
اجتمع مجلس الشورى لأول مرة في تاريخ اليمن وأدى الإمام الجديد اليمين الدستورية وأقسم بالعمل على سعادة اليمن وأهلها، أفرجت الثورة عن أكثر من ثلاثة آلاف من المعتقلين، طلب الإمام الجديد رؤية المرشد العام حسن البنا ولكن الحكومة المصرية منعت سفره، وفي القاهرة أعلن سيف الإسلام عبد الله أنه تلقى برقية من شقيقه الأمير أحمد يعترض فيها على نشاط الإخوان المسلمون في اليمن.
عجز عبد الله الوزير عن تدبير المال لدفع رواتب الجيش المتأخرة وتأمين ولاء القبائل بالمنح. وتصل القبائل إلى صنعاء لمبايعة عبد الله الوزير ويبقى جانب من رجالها في صنعاء لنهب وسلب الحي اليهودي ومحالّ المسلمين التجارية.
نشر سيف الإسلام أحمد الإشاعات بأنه محاصر في حجة على مسافة خمسين ميلا من صنعاء وأن القبائل ترفض الانضمام إليه، وأعلن الأمير أحمد أن نظام الثورة يحظى بمساندة السلطات البريطانية وناشد الأمير –في حجة- القبائل أن تهب ضد الملك الذي عينه البريطانيون، وأطلق الإشاعات بأن الطائرات البريطانية حلقت فوق صنعاء بعد يوم من الاغتيال، وأنها أسقطت منشورات، قوبلت هذه الأنباء بالتصديق من سكان اليمن فإن رئيس الوزراء القتيل كان أكثر المسؤولين تمتعا بحب الناس وقبيلته تعتبر أقوى القبائل في شمال اليمن.

## إفشال الثورة وحصار صنعاء
نجح أحمد في تدعيم موقفه، وإضعاف مركز عبد الله الوزير الروحي، بفعل دعايته بين القبائل عن الثأر لوالده، واستعانة عبد الله بالأجانب، فضلاً عن إباحته صنعاء للقبائل اليمنية، حاولت قيادة الثورة التحرك عسكرياً لمواجهة أحمد في معقله بحجة، فتم في بداية الأسبوع الثاني من الثورة إرسال حملتين عسكريتين الأولى بقيادة محمد بن علي الوزير لقيادة حملة عمران حجة والثانية بقيادة محمد بن محمد الوزير لقيادة حملة شبام حجة، وعلى الرغم من خطورة النتائج المترتبة علي نجاح أو فشل هاتين الحملتين بالنسبة إلى الثورة، إلا أن الإعداد لهم قد اتسم بالارتجالية، وسوء التخطيط، فقد ذهبت الحملتان على السيارات دون أن يكون لهما طلائع أو مؤخرة، تحمى الحملتين من أي هجوم مباغت، وتؤمن الاتصال بصنعاء.
ففي الحملة الأولى على عمران بقيادة محمد بن علي الوزير، فإنه واجهة خضم هائل من القبائل المتهيئة للانقضاض عليه، وقرر الانسحاب قرب صنعاء حتى تصل إليه الإمدادات، إلا أن القبائل لم تدع له الفرصة فالتفت حوله القبائل وسيطرت على المرتفعات، وحالت بينه وبين الانسحاب، ولم ينقذ الحملة من مصيرها المحتوم إلا شجاعة محمد بن علي الوزير، الذي استطاع الانسحاب، والعودة إلى صنعاء.
أما الحملة الثانية على مدينة شبام حجة بقيادة محمد بن محمد الوزير فقد كان مصيرها أسوأ من حملة عمران، فقد استطاع دخول مدينة شبام دون أن يحتل كوكبان والمرتفعات المشرفة على شبام، فأطبقت جيوش أحمد الذي كان يقودها علي بن حمود عليه من كل جانب، واستسلم محمد بن محمد الوزير، وألقي القبض عليه، وسيق مع عسكره إلى حجة، ولم يثبت من حملة شبام إلا الشيخ عبد الله أبو لحوم الذي قاتل ببسالة برغم موقفة الحرج وفي النهاية استسلم لقوات أحمد بعد أن حصل على العفو والأمان، وأن يذهبوا لأحمد مسلمين ومبايعين له بالإمامة لا كأسرى.
وهكذا انتهى التحرك العسكري لمواجهة أحمد بالفشل الذريع، وازداد مركز أحمد قوة وأصبح الحاكم الحقيقي على قبائل الشمال والشرق والغرب الشمالي، وأخذت القبائل تتصل بأحمد ويتقربون إليه وتنفض من حول عبد الله الوزير، بحيث أصبحت صنعاء في نهاية الأسبوع الثاني للثورة في موقف تكاد فيه أن تقطع صلتها بالقسم الجنوبي والغربي، بينما تزحف القبائل من الشمال.
لقد وقعت قيادة الثورة في خطأ التركيز على حشد قواتها، ودفعها إلى ضواحي حجة للهجوم على مقر قيادة أحمد، دون أن تعطي أي اهتمام ببقية المناطق مما أدى إلى ضياع الفرصة من يد الثوار في الدفاع عن الثورة، وقد عمل أحمد على استغلال هذا الخطأ أفضل استغلال، فوجه رسائله إلى كل المناطق الشمالية والشرقية يستحثها على مناصرته، ودعمه ضد قتلة والده الذين باعوا البلاد إلى النصارى، وبذلك نجح في استنفار القبائل لصالحة، وقد اتضح ذلك جلياً في مواجهة القبائل للحملتين التي بعثت بهم الثورة إلى ضواحي حجة.
وقد بدأ الحديث منذ نهاية الأسبوع الثاني على قيام الثورة بفرض الحصار على صنعاء، ففي 28 فبراير أبرق الأمير أحمد إلى علي المؤيد طالباً منه «أخبر من يلزم ومن يهمهم الأمر في مصر يجب ألا تقوم أية طائرة إلى صنعاء لأن القبائل كلها والجيش ثائرون معنا، والحرب قائمة الآن في حباري وعصر والصوفية وبيت معاد وظهير الحمار».
وكل هذه المناطق التي ذكرها أحمد كانت لا تبعد عن صنعاء بأكثر من كيلو مترين اثنين، كما أبرق إلى علي المؤيد في 29 من نفس الشهر ذاكراً أن «صنعاء الآن شبه محصورة من جميع الجهات وأكثر الجيش النظامي قد وصل إلينا بمعداته من جميع المراكز الخارجية، وفرارها بالسلاح من صنعاء جار إلينا».
وقد أيد ما جاء في هذه البرقية ما جاء في اعترافات جمال جميل بعد القبض عليه من أن الجيش فر وانضم إلى أحمد بالأسلحة، التي وزعتها عليه حكومة الوزير.
وفي الوقت التي بدأت قوات أحمد تحيط بالعاصمة، تحرج موقف عبد الله الوزير الذي أصبح كل تركيزه منصباً على استعجال حضور وفد الجامعة العربية، ومناشدة الدول العربية تقديم العون والمساعدة، وتوالت كتب عبد الله الوزير للدول العربية فأرسل إلى السعودية والعراق، طالباً إمداده بطائرات ودبابات لمواجهة القبائل الزاحفة نحو العاصمة للسلب والنهب، معتقدين أن العاصمة مليئة بالأموال «ونحن نطلب إليكم ذلك في سرعة وإلحاح، وليس باسم الملك والحكم إن شئتم ولكن باسم المحافظة على الأمن فقط ولكم الحكم العدل بعد تأديب اللصوص ولمس الحقائق كما ترون أنتم والجامعة».
وكان رد الملك عبد العزيز تمسكه بالحياد حتى يصدر حكم الجامعة العربية، أما العراق فلم ترد على رسالة عبد الله الوزير من الأساس.
وقد أدي الموقف السلبي للجامعة العربية، وتزايد مركز أحمد قوة إلى تهديد ابن الوزير باللجوء للأجانب، وذلك في برقية لعزام جاء فيها «بعد أن ثبت تردد الجامعة العربية واكتفائها بالتفرج من بعيد ننذركم إلى أنه إذا لم تبادروا إلى القيام بواجبكم أننا سنستعين بغيركم صراحة للضرورة الملحة مسجلين عليكم نتيجة هذا العار الشنيع».
كما بادر عبد الله الوزير إلى إرسال وفد منه إلى الرياض لمقابلة الملك عبد العزيز، ووفد الجامعة العربية لاستعجال وصول الوفد إلى صنعاء، وقد تكون الوفد من علي الوزير، والقاضي محمد الزبيري، والفضيل الورتلاني، وقد استقل الوفد الطائرة المصرية التي أقلت وفد الإخوان المسلمين إلى صنعاء حيث وصل جدة في 6/3/1948، ومنها توجه إلى الرياض.
وقد قابل الوفد اليمني الملك عبد العزيز ووفد الجامعة العربية، حيث ذكر الوفد أن الأكثرية تؤيد الحكم الجديد، وأن أحمد فر إلى حجة، وهو يوزع الأموال والمنشورات على رجال القبائل تدعوهم للهجوم على صنعاء لنهب ثروة الإمام، وأن هذه الأموال ملك لجميع اليمنيين، وأن القبائل تحاول الهجوم على صنعاء للسلب والنهب، كما أعلن الوفد اليمني الرغبة في الإصلاح وتعليق أهمية كبيرة على الجامعة العربية لإنقاذهم، وأعربوا عن استغرابهم لتقاعس جامعة الدول العربية عن التدخل السريع، كما أعلن الوفد أنهم لا يطالبون المساعدة لتدعيم موقفهم فهذا يتركونه للجامعة والملك، ويفوضهم في إجراء ما يرونه صالحاً للتهدئة، وحذروا من اصطدام القبائل وإثارة أحقاد خامدة منذ 40 عاماً.
وقد تكلم الملك عبد العزيز، وأعلن استنكاره لقتل يحيى، وأنه لا يقر الطريقة التي صعد بها عبد الله الوزير إلى الحكم على الرغم من ولاء الوزير له، وعدائه لأحمد، وأعلن تمسكه بالحياد، كما استنكر الملك ووفد الجامعة تهديد الوزير باللجوء للأجانب، وقد أوضح أعضاء الوفد اليمني أن المقصود شراء السلاح من الأجانب، وليس الارتماء في أحضانهم.
وحسب رواية علي الوزير أن الملك عبد العزيز قال لهم أنتم تعلمون أن أحمد هو الذي أرسل أولئك النفر المعتدين الذين أرادوا اغتيالي أنا وسعود في الحرم الشريف، ولكن لا يمكنني الآن إلا إظهار الحياد التام.
وحاول الوفد مقابلة عزام لتذكيره بوعوده لهم، وإرسال طائرتين لإخافة القبائل، إلا أن عزام اعتذر بأنه مصاب بالبرد، ثم أجتمع به الوفد بعد ذلك منفرداً فأقسم أنه مصمم على ذلك، ولكنه يقود سيارة دون عجل، وكان آخر كلام عزام للوفد «أنا أعرف أنكم وقضيتكم على الحق ولكني غلبت على أمري فماذا أصنع لكم».
وأثناء تواجد الوفد اليمني في السعودية كانت الأحوال تزداد سوءاً، حيث أطبقت القبائل على العاصمة من كل جانب، وبدأ الخناق يضيق، بحيث أصبحت العاصمة محاصرة بالكامل، وزاد من سوء الأحوال القبض على عدد كبير من أبرز المعارضين اليمنيين، وعلى رأسهم أحمد محمد نعمان الذي كان معيناً وزيراً للزراعة في الحكومة اليمنية الجديدة، وكان أحمد نعمان وغيره من قادة الأحرار في عدن، قد توجهوا إلى اليمن عقب نجاح الثورة بطريق البر حيث وصلوا إلى تعز وآب، وقد أراد نعمان التوجه إلى صنعاء بعد أن قضي فترة قصيرة في تعز، بالرغم من وصول الأنباء عن الأحوال السيئة في صنعاء، ولكنه صمم على الذهاب تدفعه الحماسة دون أن يصغي السمع لمن حذروه من مواصلة رحلته، حتى وصل إلى ذمار حيث وقع في الأسر هو ورفاقه.
وتكرر الوضع بالنسبة لزيد الموشكي الذي كان يريد التوجه إلى صنعاء، وغادر تعز متجهاً إلى الحديدة، حيث ألقي القبض عليه هو والخادم غالب ورفاقهم بينما تمكن عدد من الثوار من النجاة بأنفسهم إلى خارج اليمن.
لقد شكل القبض على قادة الأحرار الذي تزامن مع الحصار المحكم حول صنعاء ضربة جديدة للثورة اليمنية خاصة بعد أن انقلب الكثير من الذين أظهروا تأييدهم للثورة عليها حتى في المدن التي خضعت للثورة مثل تعز وإب والحديدة.
ولجأ عبد الله الوزير وقيادة الثورة إلى إرسال برقيات الاستغاثة إلى الجامعة العربية ورؤساء وملوك الدول العربية بتاريخ 12/3/1948 – أي قبل يوم واحد من سقوط صنعاء – الذي جاء فيها" لقد حكمنا الجامعة العربية وصارت مسؤولة عن الحالة في اليمن ونحن الآن لا نطلب من الجامعة ولا من الحكومات العربية مساعدتنا وتأييدنا بعد التحكيم ولكنا نطلب إنقاذ عشرات الآلاف من سكان صنعاء من هجمات القبائل المتوحشة بإرسال طائرات تفرق شملهم حتى يستطيع القائمون بالأمر في صنعاء المحافظة على النفوس والأموال والذخائر إلى أن يصل وفد الجامعة ويقرر مصير اليمن، ولا يستطيع أحد من المسؤولين وقف هذه العصابات الثائرة لأن مبدأها النهب والسلب والدليل على هذا أنهم نهبوا قصر الإمام الراحل في الروضة خارج صنعاء فلم يبق إلا أن توقفوا أنتم بأنفسكم هجمات القبائل حتى يجري التحكيم في جو هادئ.
كما اجتمعت قيادة الثورة لمواجهة هذه الأخطار، وتم وضع خطة لمواجهة الموقف تقوم على أساس اتخاذ تعز عاصمة ثانية لحكومة الثورة، واتخاذ رداع قاعدة عسكرية للثورة على أن يقوم عبد الله الوزير إلى رداع لوضع القاعدة العسكرية للثورة، وتحصين المرتفعات المطلة على صنعاء، وسحب كمية كبيرة من المال والذخيرة والمعدات الحربية من صنعاء إلى رداع.
إن هذه الخطة التي وضعت مع بداية الأسبوع الثالث من الثورة توضح الإحساس بالخطر الشديد، ومحاولة قادة الثورة البحث عن قاعدة عسكرية بديلة، واتخاذ عاصمة ثانية يمكن اللجوء إليها في حالة سقوط صنعاء، إلا أن هذه الخطة لم تجد طريقها للتنفيذ، ورفض عبد الله الوزير الخروج إلى قاعدة رداع، ويبدو أنه كان ما زال يحسن الظن بالجامعة العربية، وأن مركزه ما يزال قوياً بين القبائل، وأن مغادرته صنعاء قد يعرضها للسقوط.
وأمام المخاطر المحدقة، والحصار المحكم لصنعاء اقترح علماء صنعاء إجراء مفاوضات ومصالحة مع الأمير أحمد حفظاً للسلم، وصيانة للأرواح والأموال، وقد أبدي كل من الوزير وأحمد موافقته على الاقتراح غير أن أحمد سرعان ما غير رأيه، وضاقت الحلقة على صنعاء بالرغم من جهود جمال جميل للدفاع عن العاصمة، واتخاذه العديد من الترتيبات العسكرية للدفاع عنها، إلا أن جهوده ذهبت أدراج الرياح فلم يكن معه إلا عدد قليل من شباب المدارس والكليات الحربية وبعض أفراد من القبائل والجيش، بينما القبائل تزحف بقوة ومن كل صوب على العاصمة، وتنضم إليها كتائب الجيش النظامي من كل مركز حتى من صنعاء حيث التحقت معظم الكتائب النظامية التي كانت بصنعاء وحولها بمعداتها بقوات أحمد.
وبينما كانت صنعاء على وشك السقوط على أيدي القبائل وقوات أحمد، كان الوفد اليمني يبذل محاولة أخيرة مع الملك عبد العزيز لإنقاذ الموقف، وقد تولى الفضيل التحدث باسم الوفد أمام الملك عبد العزيز حيث أوضح سوء الحال باليمن، وأن اليمن كلها قد بايعت عبد الله الوزير بالإمامة، وأن القبائل تقوم بالإغارة على صنعاء بقصد السلب والنهب، وطلب من الملك والجامعة العربية بإرسال بضع طائرات من القنابل والدبابات لإرهاب هؤلاء اللصوص، وإذا تقاعست الجامعة العربية عن ذلك فمعناه أنها تحمي اللصوص وتدافع عنهم، وحاول الورتلاني الطعن في الجامعة العربية، فذهب الملك غاضباً وقال له «بل أنت اللص، أنت وزملاؤك الذين قتلتمالإمام يحيى ولم تراعوا سنية التسعين ولا جهاده في سبيل استقلال اليمن وحمايتها من الأجنبي أربعين سنة».
وهكذا فشلت مساعي الوفد اليمني، ليس ذلك فحسب بل كان عليه أن يغادر السعودية، فقد سقطت العاصمة صنعاء عقب هذه المقابلة، وكان على الوفد أن يبحث عن مأوى يلجأ إليه.

## سقوط صنعاء ونهاية الثورة
وفي يوم 13/3/1948 جاءت ساعة النهاية، وسقطت صنعاء في أيدي قوات القبائل حيث أذاع راديو صنعاء أن القوات الموالية لسيف الإسلام أحمد دخلت العاصمة صباح اليوم حوالي الساعة التاسعة صباحاً.
وكان سقوط صنعاء هي النهاية الحتمية المتوقعة على ضوء تطورات الأحداث، فقد فشلت كل محاولات الحكومة اليمنية لإنقاذ الموقف سواء على الصعيد الدبلوماسي، أو على صعيد الوضع العسكري، وكذلك فشلت آخر محاولة قامت للصلح بين ابن الوزير وأحمد، وكانت نقطة النهاية للثـورة هي نفسها نقطة البداية لها، حيث مقر غمدان الذي كان استيلاء عبد الله الوزير عليه في بداية الثورة هي نقطة البداية لانتصارها، وكذلك جاءت نقطة النهاية للثورة من مقر غمدان حيث حدثت المؤامرة للقضاء على الثورة، وكان أولاد الإمام يحيى قد أودعوا في مكان بقصر غمدان بالقرب من مقر عبد الله الوزير الذي تسامح معهم، ورفع عنهم الرقابة، وقد استطاعوا الاتصال ببعض الموالين لهم في القصر وفي صنعاء، كما اتصلوا بالأمير أحمد، وتم تنفيذ الانقلاب على عبد الله الوزير داخل القصر ووقع القصر تحت سيطرة أولاد يحيى، بعد أن قطعوا خط التليفون بين قصر غمدان ومقر جمال جميل، وأطلقت المدفعية من جربة المدافع – وهو مكان استراتيجي كان يوجد في قصر السلاح – على مقر عبد الله الوزير، الذي استسلم مع رفاقه، وتم إشعال النيران من قصر غمدان إشارة للنجاح في التغلب على عبد الله الوزير، وكانت هذه الإشارة إشارة البدء حيث أشعلت النيران من على سطوح أتباع أحمد في صنعاء، وصاحبها إطلاق النيران، والهتافات العالية بدخول الإمام أحمد إلى قصر غمدان والقبض على عبد الله الوزير، وقد أدى خبر القبض على عبد الله الوزير، وإشاعة دخول أحمد قصر غمدان إلى استيلاء الرعب على من تبقى من الحاميات الموالية للثورة على الأبواب والأسوار، مما جعلهم يتسابقون في إعلان ولائهم لأحمد، واندفعت القبائل داخل صنعاء تمارس السلب والنهب وتهاجم البيوت والمحلات، ولم يستطع إلا القليل من رجال الثورة النجاة، وتم القبض على قيادات الثورة، وعلى رأسهم عبد الله الوزير وجمال جميل والكبسي، وجري اعتقال ما يقرب من ألف شخص من الضباط والعلماء والأدباء والمثقفين والتجار والمشايخ وطلاب الكلية الحربية بالإضافة إلى بعض الفدائيين الذي قدموا من عدن لمناصرة الثورة.
أما صنعاء فقد وكل أحمد أمرها إلى إخوته الحسن والعباس وعلى وإسماعيل، حيث تم السماح للقبائل بنهب وسلب العاصمة مكافأة لهم على موقفهم من أحمد، ومناصرتهم له، وعلى مرأى من هؤلاء الأمراء نهبت أسواق صنعاء، والكثير من البيوت والمساكن، وروعت النساء والأطفال، وبعد أسبوع من القتل والسلب توقفت القلاقل في صنعاء بعد أن فقد خمسة آلاف شخص أو أكثر حياتهم.
وتذكر الطبيبة الألمانية، ايفاهويك والتي كانت تقيم أثناء أحداث الثورة في تعز، أن جنود أحمد قد عاثوا نهباً وسلباً في صنعاء، وأن بعض هؤلاء الجنود قد روي بعد وصولهم إلى تعز أن أحمد رغبة منه في اجتذاب جميع الجنود إلى صفه لمهاجمة صنعاء وعدهم بأن ينهبوا المدينة باستثناء بيوت معينة تضم بيوت الأوربيين، كما أن نهب صنعاء كان وسيلة لإنزال العقاب بالرعايا من العصاة.
أما الأمير أحمد فقد دخل العاصمة في 14 مارس، حيث بويع من جانب علماء صنعاء في 15 مارس كإمامٍ وملكٍ لليمن، وكان قد اتخذ لنفسه أثناء الثورة لقب الناصر لدين الله، كما أنه أطلق على اليمن اسم «المملكة المتوكلية اليمنية» تخليداً لذكرى والده يحيى الذي كان يحمل لقب المتوكل على الله، وقد غادر أحمد صنعاء إلى تعز التي اتخذها عاصمة ثانية لليمن، والتي أصبحت مقراً له طوال عهده.
وقد سارع أحمد إلى مخاطبة وفد الجامعة العربية الذي كان قد توجه من الرياض إلى جده، ألا يكلف نفسه عناء السفر والمشقة إلى اليمن، وأن الله كفى المؤمنين القتال.
وكان عزام باشا والوفد قد توجه إلى جده بعد سقوط صنعاء، ثم غادر عزام جده إلى القاهرة لمتابعة الأحداث في فلسطين، بينما استمر الوفد في جده بناء على رأي عزام في انتظار وعد أحمد بتحديد موعد ملائم لزيارة اليمن، إلا أن القضاء على الثورة، واستتباب الأمن جعل من الزيارة غير ذات موضوع
وبذلك انتهت مهمة وفد الجامعة العربية إلى اليمن، والذي لم تطأ أقدام أعضائه أرض اليمن، وبعد أن لعب دوراً كبيراً في إجهاض الثورة، وتأييد أحمد في مطالبته بعرش اليمن.
ويبدو أن خطوه أحمد للحيلولة دون وصول وفد الجامعة العربية إلى اليمن - على الرغم من أنها كانت تعني الاعتراف بنظامه - كان الهدف منها تجنب أي ضغوط لإصدار عفو شامل عن الثوار، وكان الاتجاه داخل اللجنة السياسية للجامعة العربية، التي عقدت في بيروت في 18 مارس عدم الاعتراف بأحمد ملكاً لليمن إلا بعد الدخول في مفاوضات تهدف لحملة على إصدار العفو الشامل، ولكن الملك عبد الله أجهض هذه المحاولة بمسارعته بالاعتراف بالإمام الجديد حيث أرسل في 15 مارس برقية تهنئة إلى أحمد كملك لليمن، وتبعه عبد الإله الوصي على العرش في العراق، وبذلك تم قطع الطريق على محاولة اللجنة السياسية، التي لم يعد أمامها إلا الاعتراف بالأمر الواقع، والاعتراف بأحمد ملكاً لليمن، مع إظهار رغبتها في العفو عن الثوار
وأرسل عبد الرحمن عزام إلى الملك عبد العزيز برقية بقرار اللجنة السياسية، اعترافها بالإمام أحمد ملكاً لليمن، ودعوة وفدها للعودة، وناشد عزام الملك عبد العزيز أن يبذل النصيحة للإمام أحمد ليضرب مثلاً في العفو والغفران عن الخصوم، كما أرسل عزام برقية لأحمد بالاعتراف به ملكاً على اليمن وفقاً لقرار اللجنة السياسية، وتوالت اعترافات الدول العربية بالنظام الجديد، وأرسل الملك فاروق برقية تهنئة للملك أحمد في 18 مارس، وكانت سوريا ولبنان آخر من أعترف بالإمام أحمد ملكاً. وبدخول أحمد صنعاء، واعتراف جامعة الدول العربية به ملكاً لليمن، انتهت الثورة اليمنية بالفشل بعد أن استمرت 26 يوماً منذ مقتل الإمام يحيى في 17 فبراير 1948 حتى سقوط صنعاء في 13 مارس 1948

### إعدام الثوار
قبض على أكثر قادة الثورة وأرسلوا إلى سجن في بلده حجة وهناك كان يؤتى بالواحد منهم تلو الآخر في ميدان عام حيث يشد وثاقه ويميل برأسه قليلا ويوضع على عمود ذي شعبتين ثم يأتي السياف بسيفه ليضرب على عنق الضحية وسط جموع الناس
تم إعدام 32 من الثوار علي رأسهم عبد الله الوزير، وجمال جميل وحسين الكبسي ومحيى الدين العنسي وأحمد الحورش وزيد الموشكي وأحمد البراق ومحمد المسمري، بعضهم أعدم في وسط صنعاء بميدان شرارة (ميدان التحرير حالياً) والبعض الآخر في حجة، وكذلك سيف الحق إبراهيم الذي مات في السجن بعد وضع له سم في الغذاء فتوفي مسموماً في 22 شعبان وهو أخو الإمام أحمد الأصغر وكان الإمام أحمد قد أمر بإطلاق سراح أربعة هم زيد عقبات والصفي الجرافي وعلي لطفي وحسين مظهر ويعفو عن ابنه الأمير البدر.
وكانت الجثث بعد القتل يمثل بها ثم تصلب أما الرؤوس فكانت كل رأس ترسل إلى البلد التي ينتمي إليها صاحبها، ولقد صلبت رأس عبد الله الوزير في صنعاء في ميدان شرارة لسبعة أيام ،
بعد ذلك تم إعدام الحاج الخادم غالب وعلي بن عبد الله الوزير وفي شوال 1367هـ تم إعدام كل من أولاد الحسيني ومصلح هارون وسنهوب وريحان والعتمي في صنعاء، وفي أول العام 1368هـ وصل مساجين جدد إلى حجة وهم الشيخ أحمد ناصر القردعي وابن عمه على طالب القردعي والذي مات في سجن نافع كما وصل السيد محمد بن حسين عبد القادر من سجن صنعاء، بعد مضي عام على قتل الإمام يحيى تم إعدام كل من الحاج عزيز والشيخ محسن هارون وفي نفس الشهر تم نقل الرئيس جمال جميل إلى صنعاء وحبسه في سجن الرادع بصنعاء وأعدم الشيخ محسن هارون في ميدان شرارة المسمى الآن بميدان التحرير.
وينجو من الموت الفضيل الورتلاني –مهندس الثورة- الذي غادر صنعاء قبل سقوطها بثلاثة أيام إلى جدة فسمح له الملك عبد العزيز بمغادرة البلاد ويستقل الباخرة «الزمالك» ولكن جميع الدول العربية ترفض السماح له بالدخول فيظل سجينا على ظهر الباخرة شهرين وينجح الإخوان في تهريبه إلى بيروت ومنها إلى باكستان بطريقة مثيرة للغاية.

### المعتقلون
كما زج في السجن بالكثير من الثوار، والذي قدر لبعضهم أن يلعب دوراً في تاريخ اليمن كعبد الله السلال وأحمد الثلايا وحمود الجائفي وعبد الرحمن الأرياني وأحمد المروني.
وفي ليلة العيد من عام 1368هـ وصلت أوامر الإمام بالتشديد على المساجين وإضافة قيود ومراود إلى ما يحملونه وعدم اختلاطهم بالآخرين وعددهم ستة عشر وهم: أحمد محبوب –عبد السلام صبره- حسن العمري - عبد الله السلال - أحمد محمد النعمان - محمد الطاع- أحمد الشامي- عبد الله الشماحي- العزي صالح السنيدار –أحمد المروني – عبد الرحمن الإرياني - محمد عبد القادر وغالب الشرعي والنقيب محمد حمود قائد الضلعي وعلي محمد السنيدار وعبد القادر أبو طالب ومحمد عكارس وغالب سري وحمود الجائفي وحزام المسوري.
ومن هؤلاء الستة عشر أربعة جاء الأمر بالتشديد عليهم أكثر من غيرهم ويجلدون ثلاثين جلدة لكل منهم يوميا وهم: أحمد المروني- أحمد الشامي- العزي صالح السنيدار ومحمد عكارس كما صدرت أوامر بمصادرة أملاك بعض هؤلاء وأراضيهم وهدم بيوتهم وهم الصفي محبوب وحسن العمري ومحمد عكارس. وظلوا في سجن حجة إلى أن جاءت ثورة الثلايا سنة 1955 م والتي أعدم فيها أحمد الثلايا.

## موقف بريطانيا من الثورة اليمنية
من المهم التوقف عند موقف بريطانيا من الثورة اليمنية، فقد اعتمد أحمد في دعايته ضد النظام الجديد على اعتماد هذا النظام على القوات الأجنبية، وأنهم باعوا اليمن للنصارى، وقد وجهت الاتهامات للنظام الجديد بالعمالة، وأن الإنجليز قدموا العون لهم وقد ناقش السلال هذه الاتهامات والرد عليها بشيء من التفصيل نافياً هذه الاتهامات
وتكشف الوثائق البريطانية حقيقة الموقف البريطاني من الثورة، ففي مذكرة لوزارة الخارجية البريطانية عن الثورة اليمنية، أكدت أن هناك مميزات في اتخاذ موقف ودي من عبد الله الوزير إذا أستقر الأمر له، فإذا أيدت بريطانيا النظام الجديد فسيكون هناك فرصة طيبة لضمان السماح بتمثيل دبلوماسي بريطاني في صنعاء، ورسم الحدود بين اليمن ومحمية عدن على أسـاس معاهدة 1934، ولكن في نفـس الوقت إذا انهار النظام فسيكون موقف بريطانيا أسوأ.
وعلى هذا الأساس تركت وزارة الخارجية البريطانية حرية الحركة للحاكم البريطاني في عدن مع التأكيد على الحذر وعدم اتخاذ أي شيء يعتبر اعترافاً ضمنياً بها قبل أن يكون على يقين من استقرار الثورة وهو ما يعني أن القرار البريطاني كان يعني الانتهازية، والانتظار حتى تتضح الأمور.
وقد أكد سمارت الوزير المفوض للشؤون الشرقية بالسفارة البريطانية لسيف الإسلام عبد الله أن الحكومة البريطانية لم تعترف بالإمام الوزير، ولن تعترف بأي إمام في اليمن حتى تهدأ الأمور ويستقر النظام
ومن الواضح أن السياسة البريطانية فضلت سياسة الترقب والانتظار حتى تستقر الأمور، وعدم التورط في مساندة النظام الجديد خشية من سقوطه، وتعريض المصالح البريطانية للخطر، وهذا الموقف البريطاني يتفق مع السياسة التقليدية البريطانية القائمة على لغة المصالح.
وبعد فشل الثورة واعتراف الجامعة العربية بأحمد ملكاً على اليمن، طلب أحمد من بريطانيا وفرنسا وأمريكا الاعتراف به، وكانت أمريكا متلهفة على الاعتراف، ولكن بريطانيا طلبت منها الانتظار حتى تختار بين الطرفين المتنازعين من وجهة نظر مصالح هذه الدول، وأن السيطرة على البلاد تعد شرطاً أساسياً للاعتراف، وقد اعترفت الدول الثلاث بالإمام أحمد في وقت واحد في 21 أبريل.

### الزبيري والورتلاني والوزير يغادرون عدن
بعد عودة الأستاذ محمد محمود الزبيري والفضيل الورتلاني وعبد الله بن علي الوزير من الرياض إلى عدن، بقوا هناك يرقبون تطورات الأمور بعد فشل الثورة، قبل أن تأمرهم السلطات بمغادرة عدن، لأن الحكومة البريطانية كانت على وشك الاعتراف بحكومة الإمام أحمد.
سافر الأستاذ الزبيري والأستاذ عبد الله بن علي الوزير على ظهر باخرة إلى باكستان، يعمل فيها بعض البحارة اليمنيين الذين راحوا يمطرونهما سبا وشتما طيلة الرحلة، وقبل سفرهما اتفق الأستاذ الزبيري مع الأحرار المقيمين في عدن على أن يعملون قد استطاعتهم لإنقاذ الأحرار –الذين وقعوا في قبضة الإمام أحمد من الإعدام، ووعد الأستاذ الزبيري الحاج عبد الله عثمان بأن يرسل له عنوانه فور وصوله إلى باكستان بالشفرة، واتفقا على أن أخباره لا يطلع عليها سواه وعبد الله عبد الوهاب نعمان والحاج عبده حسين الأهدل والشيخ محمد سالم البيحاني ومحمد سالم حاجب، وما أن وصل الزبيري إلى باكستان حتى أرسل خطابا إلى عدن يطمئن فيه الأحرار بوصوله، وقد أخذ يتنقل بين المدن الباكستانية، بغير عنوانه ما بين وق وآخر حتى استقر في عاصمتها، أما الورتلاني فقد سافر هو الآخر من عدن على ظهر باخرة مصرية، إلا أنه منع من النزول في كل البلاد العربية التي رست الباخرة في موانئها، وعند عودتها إلى عدن صعد الحاج عبده حسين الأهدل إلى الباخرة لمقابلته لأن السلطان البريطانية لم تسمح له بالنزول في عدن.
في تلك الأثناء وصل باسم الفضيل الورتلاني جواز سفر دبلوماسي، وبدله عسكرية برتبة ضابط، من الإخوان المسلمين، ارتدى الورتلاني البدلة العسكرية، وحمل الجواز الدبلوماسي المزيف، سافر بتلك الهوية العسكرية إلى بيروت، حيث استقر هناك إلى ما بعد قيام ثورة يوليو 1952، وانتقل بعدها إلى مصر.

## أسباب فشل الثورة
هناك عوامل داخلية وخارجية عملت علي فشل الثورة:

### أولاً: العوامل الداخلية
كان على رأس هذه العوامل الإعلان الكاذب عن وفاة يحيى مما أدى إلى كشف الحركة وزعمائها، مما عجل بقيام الثورة، وكان نجاح الثورة وإعادة نشر الميثاق وقوائم الأسماء التي أعلنت من قبل خطأ آخر وقعت فيه الثورة، فكان نشر نفس الميثاق والأسماء مرتين في خلال شهر واحد تأكيداً لوجود مؤامرة ضد الإمام يحيى، خاصة أن الثورة أعلنت في البداية خبر وفاته، ولم تعلن حقيقة مقتلة، وكان من حسن السياسة عدم إعلان نفس القوائم والميثاق الوطني حتى تستقر الأمور للثورة، ولكن يبدو أن النجاح الذي حققته الثورة في اليوم الأول جعلهم لا يأخذون حذرهم.
كما لعب قتل الإمام يحيى دوراً في إثارة القبائل خاصة الشمالية المناصرة لأسرة حميد الدين، والتي ناصرت أحمد.
وكان من العوامل الحاسمة نجاة أحمد من عملية الاغتيال بما كان يملكه من كفاءة ومهارة حربية، وكان ذلك أول معول في جدار الحكم الجديد.
كما لعب عدم الوعي لدى الشعب اليمني نتيجة الجهل والتخلف الذي كان يعاني منه اليمن دوراً كبيراً في فشل الثورة حيث تركزت الثورة في قطاعات الضباط والمثقفين والمتعلمين وعلماء الدين والتجار، ولم تتجاوز هؤلاء إلى باقي أفراد الشعب، وقد حاولت قيادات المعارضة التي أدركت هذا الجانب تعويض ذلك باختيار إمامٍ جديداً بدلاً من إلغاء الإمامة إلا أن ذلك لم يأت بالنتيجة المطلوبة.
كما لعبت الاختلافات بين الثوار دوراً في فشل الثورة، فقد تدافع بعض أدعياء الثورة والنضال على اليمن وتسللوا إلى المراكز الأولى، وفي الوقت التي لم تكن الثورة قد استقرت بعد، كانت تنهال طلبات الإصلاح والمشروعات علي الحكم الجديد، فضلاً عن انشغال العديد من المسؤولين الجدد بأمور تافهة
كما كان لتراخي عبد الله الوزير، أثره في فشل الثورة، وبصفة خاصة نكوصه عن القيام بنفسه في بداية الثورة بمطاردة أحمد قبل أن تستفحل قوته، هذا فضلاً عن عدم اتخاذه قرارات حازمة لحفظ الأمن ومواجهة أعداء الثورة، ولذلك لم يكن من المستغرب أن تندلع المؤامرة ضد الثورة من مقره في غمدان، ويذكر عبد الله الفسيل أن سيف الحق إبراهيم قد عارض سياسة التردد التي مارستها الحكومة الجديدة وأنذرها بالفشل قبل أن يتوقعه أحد، واستنكر عدم آخذها بالحزم الذي يتطلبه الانقلاب، وقال لهم «إنكم منهزمون في أنفسكم وكل أعمالكم تدل علي أن رهبة الطغيان لا تزال تجري في دمائكم إنكم تعملون عمل المتوقع للهزيمة والخذلان»
كما فشلت الثورة في العمل علي تعبئة القبائل الموالية لها، والتي كان يتمتع فيها عبد الله الوزير بنفوذ واضح، وحصرت نفسها في صنعاء.
كما كان هناك قصور من الناحية العسكرية تجلي في فشل الحملتين اللتين تم توجيههما لمقاتلة أحمد في حجة نتيجة أخطاء عسكرية فادحة، كما أن القيادة العسكرية حصرت كل جهودها في مطاردة أحمد في مقره، ولم توجه جهودها لفرض سيطرتها في المناطق الأخرى.
كما كان السماح للقبائل بنهب العاصمة من جانب أحمد وإخوته سيوف الإسلام أثره في فشل الثورة بعد أن اندفعت القبائل نحو صنعاء طمعاً في كنوز وأموال الإمام الراحل، خاصة بعد أن انطلقت القبائل دون عائق بعد أن تحررت من القيود التي قيدها بها الإمام يحيى.

### ثانياً: العوامل الخارجية
كان اعتماد الثورة على الجامعة العربية من أكبر الأخطاء التي وقعت فيها الثورة، فقد اعتمدوا على الوعود التي قطعها لهم عبد الرحمن عزام عن طريق علي الوزير والفضيل والإخوان المسلمين، وكان هذا خطأهم الأكبر، فقد كانت الثورة اليمنية تمس بصورة مباشرة الأنظمة الملكية التي لم تكن لتقبل بحكم جديد قام على قتل ملك حتى ولو استبدل بملك آخر، لأن هذا كان يعني ترسيخ فكرة المبايعة وليس الوراثة، فضلاً عما نادت به الثورة من حكم دستوري، وهو أمر لم يكن مقبولاً من السعودية التي خشيت أن يمتد أثر هذا الحكم إليها، فضلاً عن الخشية والقلق من تطبيق نموذج اليمن عليهم.
ولذلك كان اعتماد الثورة والإخوان المسلمين على وعود عزام والجامعة العربية خطأ كبيراً ففي النهاية فإن عزام موظف كبير يحمل لقب الأمين العام للجامعة العربية – على الرغم من أن شخصيته كثيراً ما كانت تتجاوز وظيفة وصلاحيات الأمين العام – ولم يكن يستطيع أن يتصادم مع إدارة الملوك والرؤساء، وهو ما عبر عنه عزام بأنه يقود سيارة دون عجل، فضلاً عن الجامعة العربية كانت في بدايتها، وكانت أول مرة تواجه مثل هذه الحالة الداخلية.
ولعل الاتهامات التي ما تزال توجه إليها حتى الآن بالسلبية وعدم الفاعلية، تماثل نفس الاتهامات التي وجهت إليها في حوادث اليمن، والذين يوجهون هذه الاتهامات يتناسون أن قرارات الجامعة تعبر عن إرادة دول الجامعة العربية، التي كثيراً، ما غلبت المصالح الذاتية على المصالح العربية العليا، ومهما كان دور الأمين العام للجامعة وكفاءته فإنه لن يستطيع أن يفعل أي شيء دون الحد الأدنى من توافق دول الجامعة العربية، وإذا كانت الثورة اليمنية قد أخطأت وكذلك الإخوان في الاعتماد الكبير على الجامعة العربية فإن هناك فارقاً بين الخطأين فالثورة اليمنية كان أمامها مجالات كثيرة للعمل على نجاح الثورة، ولكنها أخفقت في استغلالها، أما الإخوان فهم في النهاية هيئة شعبية – على الرغم من قوتها – فإن مساحات العمل أمامها محدودة، وكان من ضمن المجالات المحدودة أمامهم الجامعة العربية واستغلال علاقتهم بعزام لتأييد الثورة اليمنية.
وقد عبر علي الوزير عن خطأ الاعتماد على الجامعة العربية بقولة «لقد كانت مصيبة الاطمئنان والثقة بالجامعة من أشد العوامل التي كانت سبباً لتلك النكبة».
كما لعبت الدول العربية الملكية دوراً كبيراً في إجهاض الثورة عن طريق تقديم العون المادي والمعنوي والدبلوماسي لأحمد، وبصفة خاصة من جانب السعودية التي قدمت الدعم المادي والدبلوماسي وحرضت القبائل ضد الثورة فضلاً عما قيل عن تقديم المساعدة العسكرية، كما عملت الدول العربية على إجهاض مهمة وفد الجامعة العربية عن طريق التسويف والمماطلة حتى استقرت الأمور لسيف الإسلام أحمد.
ولعل الرسالة التي أرسلها الملك عبد الله إلى عزام بعد انتهاء الثورة اليمنية تعبر عن شعور الدول العربية الحقيقي تجاه اليمن، فقد أعرب عبد الله في برقيته عن سروره لانتهاء مسألة اليمن بغير مشقة، وانتهائها برجوع الحق إلى أهله، وأن اليمن الآن بيد إمامة، ومن الخير أن تترك تلك البلاد تعمل لنفسها بنفسها، وأن لا يتدخل فيها من هم غرباء عنها سواء من الإخوان المسلمين أو من الآخرين.
وقد علق مسؤول لبناني على موقف الدول العربية من أحداث اليمن قائلاً «لو اتحد ملوك العرب في قضية فلسطين كما اتفقوا ضد الأحرار في اليمن ما كان في فلسطين حكومة يهودية»

## مجلس الشورى
طبقاً الميثاق الوطني المقدس الذي وضعه الإمام حسن البناء عام 1947 بعد أن أجتمع ممثلو الشعب اليمني على اختلاف طبقاتهم، في هيئة مؤتمر للنظر في وضع نظام شرعي صالح وإقامة من ينفذه ويحفظ المن ويضبط مصالح الأمة، ويقوم بكل واجب ديني ودنيوي لليمن وأهله عند وفاة الإمام الحالي فقرروا.
- مادة (10): يتألف مجلس الشورى من سبعين عضوا منهم الذين سيذكرون إما بأوصافهم أو بأشخاصهم والباقي يتفق عليه تعيينهم مجلس الوزراء وحضرة الإمام والأعضاء المعينين من الآن هم:
  1. أعضاء مجلس الوزراء.
  2. مديرو الوزارات.
  3. المستشارون العموميون.
  4. قائمة الموظفين الشوريين.

### أعضاء مجلس الوزراء
1. السيد علي بن عبد الله الوزير – رئيس مجلس الوزراء
2. السيد حسين بن محمد الكبسي – نائب مجلس الوزراء ووزير الخارجية
3. الشيخ محمد أحمد نعمان – وزير الداخلية
4. السيد حسين بن علي عبد القادر – وزير الدفاع
5. السيد عبد الرحمن حسين الشامي – وزير الشؤون الاجتماعية
6. القاضي محمد راغب بك – مستشار عام
7. الشيخ عبد الوهاب نعمان – وزير الصحة
8. السيد علي بن حمود شرف الدين – وزير العدل
9. القاضي أحمد بن أحمد الجرافي – وزير الاقتصاد والمناجم
10. الحاج الخادم بن أحمد غالب – وزير المالية
11. السيد عبد القادر بن عبد الله – وزير الأوقاف
12. القاضي محمد محمود الزبيري – وزير المعارف
13. السيد أحمد بن أحمد المطاع – وزير التجارة والصناعة
14. الأستاذ أحمد محمد نعمان – وزير الزراعة
15. السيد حسين بن علي الويسي – وزير المواصلات
16. السيد علي بن إبراهيم – وزير الأشغال
17. الأمير علي بن يحيى – وزير دولة
18. القاضي عبد الله بن عبد الآلة الأغبري – وزير دولة ،
19. الشيخ علي بن محسن – وزير دولة.

### مديرو الوزرات
- السيد محمد بن حسن عبد القادر – مدير وزارة العدل
- السيد زيد بن علي الموشكي – مدير وزارة الداخلية
- الأستاذ محي الدين العنسي – مدير وزارة الخارجية
- الأستاذ أحمد بن حسن الحورش – مدير وزارة المعارف
- الأستاذ أحمد بن محمد باشا – مدير وزارة الزراعة
- الشيخ محمد صالح المسمري – مدير وزارة الشؤون الاجتماعية
- القاضي أحمد بن قاسم العنسي – مدير وزارة المالية
- الشيخ ناشر عبد الرحمن – مدير وزارة الصحة
- السيد يحيى بن أحمد زبارة – مدير وزارة المواصلات
- الحاج عبد الله حسن السنيدار – مدير وزارة الأشغال
- الشيخ عبد العزيز بن منصور نصر – مدير وزارة الأوقاف
- الشيخ محمد مكي بن يحيى زكريا – مدير وزارة الاقتصاد والمناجم
- الرئيس جمال جميل – مدير وزارة الدفاع.

### الموظفون الشوريون
| - الأمير إبراهيم – رئيس مجلس الشورى - الشيخ حسن الدعيس – وكيل أول - القاضي عبد الرحمن الأرياني – سكرتير أول لمجلس الشورى - القاضي محمد أحمد الجرافي – سكرتير ثان لمجلس الشورى - الأستاذ أحمد البراق – مدير مكتب رئيس مجلس الوزراء - السيد العلامة أحمد الكحلاني – رئيس هيئة كبار العلماء - السيد محمد بن محمد زبارة – وكيل - السيد العلامة قاسم الوجيه – الحاكم الأول - السيد محمد الذاري – الحاكم الثاني - السيد سحسى محمد عباس – رئيس الاستئناف - القاضي محمد ابن أحمد الحجري – رئيس ديوان المحاسبة - الشيخ عبد الله عثمان- مدير الأمن العام - عبد الله بن عبد الوهاب نعمان – سكرتير الأمن العام - القاضي أحمد بن علي العنسي – مدير دار الكتب | - السيد عبد الله بن علي الوزير – مدير الدعاية والنشر - السيد محمد أحمد المطاع – وكيل الدعاية والنشر - السيد أحمد محمد الشامي – سكرتير مجلس الوزراء - السيد محمد بن محمد بن إسماعيل – سكرتير الشؤون الاجتماعية - القاضي حسين بن أحمد السباغي – وكيل أملاك الحكومة - السيد أحمد عبد الرحمن الشامي – مدير أملاك الحكومة - القاضي عبد الله الشماحي – وكيل الحاج علي محمد السنيدار – مدير الجمارك - الشيخ جازم الشيخ – مدير جمارك تعز - عبد السلام صبره – مدير بلدية صنعاء - الأستاذ زيد عنان – مدير إدارة المهاجرين - القاضي يحيى الصياغي – مفتش وزارة العدل - السيد حسين الحبشي – مفتش التجارة والصناعة - الحاج عزيز يعني – رئيس الحرس الملكي - الصفي أحمد محبوب – رئيس هيئة الأمر بالمعروف والنهي عن المنكر. |

### كبار الموظفون غير الشوريين
| - القاضي عبد الله حسين العمري – وزير دولة - السيد العلامة زيد عقبات – محافظ صنعاء وأمير لوائها - السيد محمد بن أحمد الوزير – أمير لواء عمران - السيد محمد بن حسن الوادعي – أمير لواء الشام - السيد حسين الحوثي – أمير لواء حجة | - القاضي حسين بن علي الحلالي – أمير لواء الحديدة - السيد محمد بن أحمد باشا – أمير لواء تعز - الشيخ علي محمد نعمان – أمير لواء رداع والبيضاء - القاضي محمد عبد الله الشامي – أمير لواء إب |

## نتائج الثورة
- قتل الإمام يحيى حميد الدين على يد علي ناصر القردعي يوم 17 فبراير 1948 م في حزيز جنوب صنعاء.
- تعيين عبد الله بن أحمد الوزير إمام جديد لليمن الدستوري.
- فشلت الثورة بسبب قيام الإمام أحمد بن يحيى حميد الدين بثورة مضادة استطاع أن يستعيد من خلالها حكم والدة.
- قيام الإمام أحمد بإعدام الكثير من قادة الثورة على رأسهم عبد الله بن أحمد الوزير وحبس بعضهم مثل عبد الله اللقية وهروب البقية.
- انتقال مقر الحكم من صنعاء إلى تعز.

## تسلسل زمني
| التاريخ                                      | الحدث |
| 1918                                         | استقلال شمال اليمن من الإمبراطورية العثمانية وتأسيس الإمام يحيى حميد الدين للمملكة المتوكلية اليمنية. |
| 1/1/1940م                                    | صدور صحيفة «فتاة الجزيرة» كأول صحيفة أهلية باللغة العربية ومن ثم كنذير بانتشار الوعي المحلي والوطني السياسي والاجتماعي والثقافي، وكانت تعنى بشؤون عدن والوطن الأم والقضايا القومية العربية وأخبار العالم وهي مفتوحة لكل الأقلام وقد اجتذبت كتاباً من بينهم الأستاذ أحمد محمد نعمان، صاحب الامتياز ورئيس التحرير هو محمد علي إبراهيم لقمان المحامي. |
| 1/1940م                                      | صاحب «فتاة الجزيرة» يحتفي بالضابط جمال جميل في عدن. |
| 14/5/1944م/                                  | وصول المجاهد الشيخ مطيع عبد الله دماج إلى عدن ولقائه بلقمان صاحب الجريدة بغرض نشر أول مقالة تحمل طابع النقد والمعارضة للحكم الإمامي، وصل مع دماج المناضل الشاعر عقيل عثمان عقيل. |
| /5/1944م/                                    | وصول الأستاذ أحمد الحضراني إلى عدن كمعارض للإمامة. |
| 4 / 6 / 1944                                 | وصول الزبيري والنعمان وسكنهما في الشيخ عثمان لدى الشيخ المجاهد عبد الله الحكيمي. |
| /6/1944م                                     | وصول الشاعر زيد الموشكي والقاضي أحمد محمد الشامي منضمين للمعارضة واستمرار تدفق المعارضين كالقوسي وأبي رأس وغيرهم. |
| /10/1944م                                    | انعقاد أول مؤتمر للمعارضين وميلاد حزب الأحرار وصدور أول بيان للأحرار ينشر في «فتاة الجزيرة» معارض للحكم الإمامي أخرج لقمان ترخيص الحزب وشارك في أول جلسة. |
| /10/1944م/                                   | الشيخ عبده إسماعيل جاوي من أبناء عدن يمنح الأحرار مقراً وسكناً في التواهي «أمام محطة التاكسي» ويتزايد عدد المؤيدين من أبناء عدن للأحرار. |
| عيد الفطر 1463هـ الموافق 1944 م/             | الأحرار يوالون خطبهم في مساجد عدن وأحاديثهم في غيرها وذلك نقداً للحكم الظالم والمتخلف في شمال الوطن. |
| /11/1944م                                    | بعض المعارضين من الأحرار يرغبون في سلاح إنجليزي للقيام بحملة لتخليص المناطق من حكم الإمامة المستبدة ومحمد علي لقمان يعارض الفكرة على اعتبار أنها تعني الاعتماد على المستعمر الذي سيستغل الموقف. |
| /11/1944م                                    | يزداد عدد مؤيدي وأنصار الأحرار من أبناء عدن أمثال آل لقمان وآل خليفة. |
| /11/944م/                                    | شباب «مخيم أبي الطيب» من أبناء عدن ينضمون إلى مؤيدي الأحرار. |
| /12/944م/                                    | الشيخ خير الدين يمنح الزبيري والنعمان سكناً خاصاً في كريتر عدن. |
| عيد الأضحى 1363هـ                            | الفراق الجزئي بين الأحرار في وداع حزين ومؤثر في العيد «في رصيف مطعم التركي حالياً» بعد خلاف بسيط جرى بعد وصول الشامي مندوب الإمام إلى عدن ومفاوضاته مع الإنجليز ومحاولته شق العصا بين الأحرار.. بداية تشديد الخناق من قبل الإنجليز على الأحرار بحظر الحزب وإلزام الجاوي باستعادة المنزل وتهديد لقمان بالعقاب وإغلاق الصحيفة. |
| /-/1945م/                                    | بعض الأحرار يعملون في مدرسة بازرعة الإسلامية الخيرية بكريتر كمدرسين والبعض في مدرسة النهضة القديمة بالشيخ عثمان. |
| 4/1/1946م/                                   | ميلاد الجمعية اليمنية الكبرى بموجب فتوى قانونية أخرجها لقمان في جو منع تشكيل حزب. |
|                                              | الوطني محفوظ صالح مكاوي وهو من أبناء عدن يتبرع بعمارة من ثلاثة طوابق كمقر وسكن للأحرار وللجمعية - ينضم كأعضاء أساسيين للجمعية خليفة ولقمان والأهدل من أعيان عدن. |
| 22/2/1946م                                   | وصول الأمير سيف الحق إبراهيم ثائراً على حكم أبيه الإمام يحيى منضماً إلى الأحرار مع كامل أسرته ومعه الأستاذ أحمد البراق. |
| 7/4/1946                                     | وصول الأمير أحمد ولي العهد إلى عدن في زيارة ظاهرها العلاج وباطنها الضغط على الأحرار ومتابعتهم وقد مكث شهراً وقليلاً في زيارته. |
| 18/5/1946م                                   | صحيفة «فتاة الجزيرة» تنشر مطالب الأحرار والسلطات البريطانية تهدد صاحب الجريدة بالعقاب والصحيفة بالإيقاف. |
| 21/10/1946م                                  | صدور أول عدد لجريدة «صوت اليمن» والناطقة بلسان أحرار الجمعية اليمنية الكبرى. |
| /1946م                                       | مغادرة الشيخ عبد الله الحكيمي عدن. |
| -/-/ 1947م                                   | وصول المجاهد الفضيل الورتلاني عدن. |
| -/-1948م/                                    | لأن الأحرار قرروا الإعلان عن الثورة وأسماء الإمام الدستوري والوزراء عندما يموت الإمام يحيى المتقدم في السن، فقد سرب الأمير أحمد بن يحيى بواسطة «الحلالي» أكذوبة وفاة أبية الإمام يحيى حتى يكشف الأحرار عن أسمائهم، صدق الجميع الخبر الذي أذيع من «راديو لندن» وانزلوا أسماءهم مع اسم الإمام الجديد والإمام يحيى ما زال حياً فوجد الأحرار أنفسهم مضطرين لبدء الثورة قبل توقيتها وجعل موت الإمام يحيى حقيقة بعد أن كشفت الأسماء وأصبح أهاليهم وما لهم في الداخل في خطر ولا بد من التحرك وقائياً لتحقيق الهدف المسبق. تفاصيل ثورة 1948م الدستورية |
| 17/2/1948م                                   | في يوم الثلاثاء ظهراً، أعلن اغتيال الإمام يحيى فقد نصب له الثوار كميناً في منطقة «حزيز» وتوجه الإمام الجديد عبد الله بن أحمد الوزير إلى احتلال قصر غمدان وتوجه القائد جمال جميل إلى احتلال قصر السعادة وخلت مقاومة هناك أدت إلى مقتل الحسين والمحسن وأسر الأمير يحيى من أبناء الإمام يحيى. |
| 17/2/1948م                                   | وفي نفس اليوم فشل المكلفون في تعز بقتل ولي العهد أحمد في تنفيذ الخطة. |
| 17/2/1948                                    | شهر ربيع الآخر من عام 1367هـ، قامت في اليمن أول ثورة مسلحة، تستهدف القضاء على نظام الحكم الملكي القائم فيه، والذي كان على رأسه الإمام يحيى بن محمد حميد الدين، وقضت الثورة على الإمام يحيى بقتله، عن طريق جماعة رُصدت لذلك، من بينها محمد ريحان، وعلى العتمي من صنعاء، والشيخ على بن صالح القردعي من الجوبة، ومحمد قايد الحسيني من رجام بني حشيش. حيث كمنت له في منعرج بمكان يعرف بحزيز، على بعد بضعة كيلومترات جنوباً من صنعاء، وكان الإمام عائداً من جولة له فيها، كما قتل مع الإمام يحيى كل من كان في سيارته، وهم كبير وزرائه القاضي عبد الله بن حسين العمري، وسائقه، وخادمه، وحفيد له. كما قتل اثنان من أبناء الإمام، وهما يحاولان المقاومة، واعتقل ثلاثة آخرون. ولما عرف السيد عبد الله بن أحمد الوزير المرشح للإمامة من قبل تنظيم الأحرار، الذين قاموا بتدبير خطة قتل الإمام يحيى بنجاح خطتهم، بادر إلى قصر الإمام، وفيه المخازن الحكومية ومخازن النقود بصنعاء، بدعوى حفظه حتى يعود الإمام، أو يتبين أمره، مظهراً أن شيئاً قد يكون دبر ضد الإمام بسبب تأخره في جولته اليومية. ويذكر أن آخر اجتماع للبت في تنفيذ خطة قتل الإمام يحيى، عقد في بيت السيد عبد الله بن علي الوزير، ليلة الحادث وحضره السيد عبد الله بن أحمد الوزير المذكور. وكانت جريدة "صوت اليمن" الصادرة في عدن، والناطقة بلسان الأحرار اليمنيين، الذين هاجروا إليها، قد نشرت قبل أسابيع من الحادث خبر مقتل الإمام يحيى وتربع السيد عبد الله بن أحمد الوزير على العرش خلفاً له. وعلى الرغم من تبرؤ السيد عبد الله الوزير مما نسب إليه في صحيفة صوت اليمن بما نشره هو في صحيفة الإيمان الصادرة بصنعاء آنذاك، فإن الإمام يحيى أحس بدنو الخطر وألح على ولده ولي العهد أحمد بالوصول إلى صنعاء من مقر إقامته في تعز. ولكن هذا نفسه كان يحس بالخطر المحدق به أيضاً، وكثيراً ما كان يصرح لخاصته بأن المستقبل مظلم ومجهول، وقرر أن بقاءه خارج مكان الخطر الرئيسي "صنعاء" أقرب إلى نجاته ونجاحه في حالة قيام ثورة يمنية، ولا سيما إذا لجأ إلى معقل حجة المنيع. لما جيء بالإمام يحيى إلى صنعاء قتيلاً، أبدى السيد عبد الله بن أحمد الوزير للناس أسفه لما حدث، مؤكداً عدم علمه أو رضائه به. ولكنه أعلن دعوته لنفسه إماماً خلفاً للإمام يحيى، بحجة أنه أصلح للإمامة من ولي العهد أحمد ابن الإمام يحيى، وأرضى لدى اليمنيين، الذين عرفوه قائداً، أيام تأسيس حكم الإمام يحيى، وأميراً حينما أسندت إليه ولاية ذمار وولاية الحديدة وغيرهما، وقاضياً شرعياً قادراً على فصل الخصومات وحسم الخلافات مهما كان شأنها، ولما عرف عنه من استقامة وكفاءة ومقدرة، تتفق جميعها وشروط الإمامة. |
| 18/2/1948                                    | تحرك ولي العهد أحمد من تعز، على إثر وصول برقية له من أخيه الحسين يعلمه فيها بمقتل الإمام. وشحن في عدد من سيارات النقل الكبيرة ما أمكنه من الجنود والأسلحة والذخائر والنقود من مستودعات وخزائن تعز، وركب معها متجهاً نحو صنعاء عن طريق الحديدة، وكانت هذه هي طريق السيارات الوحيدة بين تعز وصنعاء، وكان كلما مر بمركز من مراكز الحديدة زود ولاته بالتعليمات، التي تضمن الولاء له ومساندته إذا لزم الأمر، ولما وصل إلى الحديدة التقى أميرها القاضي حسين الحلالي، الذي كان قد أمر من قبل الإمام عبد الله الوزير بالقبض على الإمام أحمد. ولكن الحلالي أضعف من أن يقوم بمثل هذا الإجراء، وقد ضمن ولي العهد أحمد مع ذلك ولائه له، وخرج من الحديدة متجهاً نحو صنعاء. |
| 19/2/1948م                                   | الخميس مساء، أذيع أول بيان للثورة من إذاعة صنعاء تضمن تشكيل الحكومة الجديدة ومجلس الوزراء وقد شكلت الحكومة الجديدة برئاسة الأمير علي بن عبد الله الوزير ولكنه تنازل عنها فيما بعد لسيف الحق إبراهيم بن الإمام يحيى. |
| 20/2/1948                                    | الإمام الجديد عبد الله الوزير يوجه رسالته إلى أنصاره في تعز، يأمرهم بقتل الأمير أحمد، ويشرح، في النداء الرسمي الذي وجهه إلى الشعب، برنامجه المستند على المنطلقات الرئيسية للميثاق الوطني المقدس، وقرار إنشاء مجلس الشورى، واعتباره أعلى جهاز للسلطة في البلاد. كما تم تشكيل الحكومة والوزارات والمجلس العسكري. وعُيِّن ابن الإمام الجديد على الوزير قائداً للقوات المسلحة، والضابط العراقي جمال جميل قائداً لقوات الأمن، وشغل الكثير من المناصب ممثلو الطبقة الإقطاعية والمثقفين التقليديين ذوي الاتجاه الليبرالي. بيد أن هذه الإجراءات نفذت في العاصمة فقط، واحتفظت المحافظات الآهلة بالسكان الزيديين بولائها للنظام السابق، وفي المناطق الجنوبية والساحلية من البلاد، بما في ذلك تعز والحديدة، اعترف الكثير ممن يشغلون مواقع مسؤولة شكلياً فقط بعبد الله الوزير. |
| 20/2/1948                                    | وصل ولي العهد، الأمير أحمد، إلى مدينة باجل، وهناك وصلته برقية من الإمام عبد الله الوزير، وهي "من أمير المؤمنين الهادي عبد الله بن أحمد الوزير إلى الأخ سيف الإسلام أحمد حفظكم الله. نعزيكم وأنفسنا بوفاة والدكم الإمام يحيى، رحمه الله، وعلى أثر وفاته أجمع ذوو الحل والعقد على اختيارنا للإمامة وكلفونا القيام بها، فلم يسعنا نظراً إلى الموقف إلا الإجابة، مكلفين غير مختارين، فليكن منكم الدخول في ما دخل فيه الناس، ولكم لدينا المكانة والاحترام. والسلام". وقد أجاب ولي العهد بالبرقية التالية: "من أمير المؤمنين المنصور بالله أحمد بن يحيى بن رسول الله إلى الناكث الذليل الحقير عبد الله وزير، لقد ركبت مركباً صعباً عن طريق الغدر والخيانة، وإنك ستسقط إلى الهاوية في القريب ذليلاً حقيراً، وإني زاحف إليك بأنصار الله، الذين سترى نفسك تحت ضرباتهم معفراً فريداً، ولا يحيق المكر السيئ إلا بأهله، والعاقبة للمتقين والله المستعان". ثم قرر ولي العهد أحمد في باجل أن يحول وجهته إلى معقل حجة المنيع "مدينة حجة"، على أساس أن الطريق إلى صنعاء ليس مأموناً بالنسبة له، ولم يكن قد أعد عدته لمواجهة الحركة. |
| 21/2/1948                                    | الإمام عبد الله الوزير يرسل وزير خارجيته حسين الكبسي، بطلب إلى جامعة الدول العربية، وحكومات البلدان العربية يطلب الاعتراف به إماماً لليمن، وتقديم الدعم له. وجاء في طلبه إلى أمين عام الجامعة العربية؛ الدكتور عبد الرحمن عزام باشا، أنه في حالة تأخر اعتراف الجامعة العربية به، فإن حكومته ستجد نفسها مضطرة إلى طلب المساعدة من الدول الأجنبية، وإنه قد ينفذ في البلاد إجراءات ثورية. |
| 22/2/1948                                    | جند عبد الله الوزير حملتين لحرب ولي العهد أحمد، قاد إحداهما ابن عمه حاكم مقام صنعاء السيد محمد بن محمد الوزير، وقاد الأخرى السيد محمد بن علي الوزير. وقد تصدت طلائع جيش أحمد والقبائل الموالية له للحملة الثانية ببلاد عمران، واضطرتها إلى الانسحاب عائدة إلى صنعاء. الإمام عبد الله الوزير يرسل وفداً مكوناً من محمد محمود الزبيري، والفضيل الورتلاني "الوطني الجزائري المنتمي إلى جماعة الإخوان المسلمين" إلى المملكة العربية السعودية؛ لمقابلة الملك عبد العزيز آل سعود، وطلبِ المساعدة منه. إلا أن الملك عبد العزيز رفض استقبال الوفد، ورفض، كذلك، تقديم أي مساعدة، عسكرية أو مالية، للإمام الجديد. |
| 26/2/1948                                    | الجامعة العربية ترسل وفدين: أولهما إلى اليمن للوقوف على حقيقة الأوضاع وإبداء الرأي للجامعة العربية في ما يجب عمله، وكان الوفد مكوناً من عبد المنعم مصطفى ممثلاً للجامعة، والدكتور حسن إسماعيل ممثلاً لوزارة الخارجية المصرية. والوفد الثاني: شكلته اللجنة السياسية للجامعة العربية وأرسلته إلى المملكة العربية السعودية للتعرف على وجهة نظر المملكة في القضية اليمنية. وكان الوفد مكوناً من الدكتور عبد الوهاب عزام باشا عن مصر، ومظهر أرسلان عن سورية، وعبد الجليل الراوي عن لبنان، والدكتور حسن حسني طبيب الملك فاروق الخاص ممثلاً للملك، وعلى رأس الوفد أمين الجامعة العربية آنذاك عبد الرحمن عزام باشا. |
| 2/3/1948                                     | اضطر السيد علي بن حمود أمير المحويت والسيد علي بن عبد الله الوزير، إلى مغادرة المحويت إلى صنعاء، وسيطر علي بن حمود على المنطقة وتقدم منها بقواته نحو صنعاء. |
| 11/3/1948                                    | وصول قوات ضخمة تابعة للإمام أحمد إلى صنعاء، ومن بينها الكثير من الأمراء أولاد الإمام يحيى، ومعهم جموع غفيرة من القبائل. وبدؤوا حصار صنعاء لمدة ثلاثة أيام. |
| 12/3/1948                                    | في أثناء حصار قوات الإمام أحمد لصنعاء، أبرق الإمام عبد الله الوزير إلى الجامعة العربية مستنجداً، وطلب منها الإسراع بالأسلحة والطائرات والدبابات لرد القبائل الزاحفة على صنعاء لنهب كنوز الإمام يحيى، على حد ما جاء في البرقية، وأبرق بمثل ذلك إلى الملك عبد العزيز آل سعود. |
| 13/3/1948                                    | أبرق وفد الجامعة العربية من الرياض إلى كل من عبد الله الوزير وولي العهد أحمد، يطلب منهما إيقاف القتال، وتحديد زمان ومكان يجتمع فيه مندوباهما مع الوفد للتفاوض والوصول إلى حل يحقن الدماء، ولكن سقوط صنعاء بأيدي أنصار أحمد، حال دون قيام الجامعة بأي مبادرة أو دور يذكر في هذا الصراع. - في ليلة السبت 13/3/1948م دخلت القوات المهاجمة إلى صنعاء محملة بالبنادق والفؤوس وآلات الخراب والتخريب، وبدأ النهب والقتل يطال العاصمة حتى إن «سمسرة محمد بن حسن» شهدت اقتتالاً عنيفاً بين القبائل أنفسهم لسلب ما فيها، وظلت تحترق بعد نهبها ثلاثة أيام. |
| 14/3/1948                                    | سقوط صنعاء في أيدي قوات الإمام أحمد، والقبض على الإمام عبد الله بن أحمد الوزير، والكثير من قادة حركة الأحرار، وسيقوا إلى معتقلات حجة. |
| 15/3/1948                                    | سقوط مدينة إب وما جاورها في أيدي قوات الإمام أحمد. أعلن الإمام أحمد للناس إمامته خلفاً لأبيه في اليوم الثالث من شهر جمادى الأولى من عام 1367هـ، وهو اليوم التالي لسقوط صنعاء. وانتقل إلى مدينة القاعدة، بين تعز وإب، ليقر الأوضاع في المنطقة، ويستقبل وفود المهنئين وجماعات قادة الحركة وأنصارها، الذين قبض عليهم في المنطقة، ويرسلهم إلى معتقلات حجة وتعز وغيرها. |
| 18/3/1948                                    | الإمام أحمد يعود إلى تعز حيث اتخذها مكان إقامته طيلة عهده، وأعلنها العاصمة الثانية، ونقل إليها رجال السلك الدبلوماسي، وأسند إلى نفسه منصب رئاسة الوزراء ووزارة الداخلية. |
| 20/3/1948                                    | انتقل الإمام أحمد من مدينة حجة إلى مدينة القاعدة بين تعز وإبّْ، ومنها أمر بإعدام الإمام عبد الله بن أحمد الوزير، والسيد زيد الموشكي. توالت أوامر الإعدام، لأحرار وزعماء اليمن، كما أعدم عدداً آخر في تعز ممن لم يعتقل في حجة. وظل من نجا من الموت في المعتقلات حتى أفرج عنهم في ثورة 1955، وهي الحركة التي قادها المقدم أحمد بن يحيى الثلائي، ومن هؤلاء الأستاذ أحمد محمد نعمان، وعبد الله السلال، وحسن العمري، والقاضي محمد بن على الأكوع، والشيخ علي بن محسن باشا وغيرهم. أمين عام جامعة الدول العربية يبرق إلى الإمام أحمد، يهنئه بارتقائه العرش، ويخبره بأن اللجنة السياسية للجامعة أوصت الدول العربية بالاعتراف به، ويدعوه إلى التسامح والرفق بمن ناوءه وأساء إليه، وأن يأخذ بأيدي اليمنيين نحو الرقي والعمران والحياة الكريمة، التي تليق بعدده وثروته وذكاء أهله، كما يعرض استعداد الجامعة العربية لتقديم كل ما تملكه من مساعدات فنية وغيرها لليمن في عهده الجديد. وتوالى بعد ذلك اعتراف الدول العربية وغيرها من الدول. |
| صباح الخميس 9/أبريل /1948م                   | جاء الأمر بإعدام الإمام عبد الله الوزير فأعدم ذلك اليوم.. كما أعدم في نفس اليوم زيد الموشكي... |
| في صباح اليوم التالي 10/أبريل /1948م         | كان يوم جمعة، وبعد صلاة الجمعة سيق إلى ساحة الإعدام كوكبة أخرى من الثوار، وهم محمد بن علي الوزير النقيب محمد بن حسن أبو رأس، وابن عمه عبد الله بن حسن أبو رأس والشيخ حسن بن صالح الشايف والشهيد أحمد البراق. |
| الأربعاء                                     | سيق إلى ساحة الإعدام الشهيد عبد الله بن محمد الوزير والشهيد محمد بن محمد الوزير كما سيق الشهيد أحمد المطاع والشهيد عبد الوهاب نعمان. |
| في أول جمعة من شهر رجب الموافق 15/مايو 1948م | سيق إلى ساحة الإعدام الشهيد حسين الكبسي والشهيد محيي الدين العنسي والشهيد محمد صالح المهدي والشهيد أحمد الحورش. |
| الثلاثاء الموافق 21/6/1948م                  | سيق إلى ساحة الإعدام الأمير علي عبد الله الوزير والشهيد الخادم غالب وكان سيف الحق إبراهيم قد مات قبل ذلك مسموماً. |
| 3/1948م                                      | التحرك بمظاهرة رجعية مؤيدة للإمام أحمد بعد سقوط الثورة من رصيف الميناء «بحجيف» في عدن حتى مقر الجمعية اليمنية الكبرى - دار المكاوي - ومحاولة للهجوم على أسرة الأمير الثائر وإحراق جزء من الطابق الأرضي للمبنى والحراسة تحبط المحاولة. |
| /3/1948م                                     | رمي قنبلة على منزل الأهدل حيث كان الورتلاني وآخرون من الأحرار. |
| 23/8/1948م                                   | لقمان ينشر مذكراته عن الثورة وعلاقته بالأحرار في يوليو /أغسطس فيقوم في هذا اليوم عملاء الإمام بتواطؤ المستعمر بإشعال حريق في المطبعة «دار فتاة الجزيرة». |
| /12/1948/م                                   | صدور صحيفة السلام في كاردف ببريطانيا لصاحبها الشيخ عبد الله الحكيمي ومضايقات لاحقة للشيخ الحكيمي في بريطانيا من قبل عملاء الإمام. |
| 12/1948م                                     | المناضل الصحفي عبد الله عبد الوهاب نعمان يصدر صحيفة «الفضول» ويواجه بعد فترة باعتداءين من عملاء الإمام بعدن. |
|                                              | قيام الجمعية العدنية ومشاركة أعضاء بارزين ومؤسسين من الجمعية اليمنية الكبرى في قيامها وهم أحمد عبده ناشر العريقي ومحمد أحمد شعلان والحاج محمد علي الأسودي ومحسن النونو.. ترأس الجمعية محمد علي لقمان صاحب «فتاة الجزيرة». |
| 1/5/1949                                     | الأمام أحمد ينقل عاصمته إلى تعز. |
| 1950م                                        | قيام نادي الاتحاد اليمني كبديل عن الجمعية اليمنية الكبرى بعد حظرها والأحرار يعقدون اجتماعات النادي «نادي الاتحاد اليمني» في مقر الجمعية العدنية. |
| 1950                                         | المؤتمر الإنجليزي ـ اليمني في عدن. |
| 1950                                         | اعتراف الولايات المتحدة الأمريكية بالحكومة اليمنية الجديدة. |
| 10/5/1950                                    | مفاوضات مباشرة بين الإمام أحمد والحكومة البريطانية، تتناول تحسين العلاقات بين البلدين، وتسوية منازعات الحدود، وتبادل البعثات الدبلوماسية بين الدولتين. والاتفاق على أن تدفع بريطانيا تعويضات لليمن مقابل الأضرار، التي لحقت بسكان مناطق الحدود من جراء القصف البريطاني سابقاً. |
| 1951                                         | الإمام أحمد يوجه مذكرة إلى جامعة الدول العربية، يشير فيها إلى أن إقدام إنجلترا على إنشـاء اتحـاد الجنوب العربي يُعَدّ خرقاً للاتفاقيات المبرمة في عامي 1934، و1951، مؤكداً أن هذا الاتحاد سيؤدي إلى تغيير الوضع القائم في المنطقة. |
| 1953                                         | إبرام اتفاقية صداقة وتجارة بين جمهورية ألمانيا الاتحادية واليمن. يليها اتفاق حكومة اليمن مع الشركة الألمانية الغربية "ديلمن بيرجباو"، نصت على تشغيل مناجم الملح ودراسة احتمالات وجود النفط. |
| 1953                                         | استئناف علاقات اليمن مع إيطاليا. |
| 1954 - 1960م                                 | معارك الرابطة ضد الاستعمار البريطاني في الجنوب «ست سنوات» استشهاد أحد المناضلين من أعضائها أثناء مطاردة الإنجليز له وهو هارب إلى شمال الوطن بتقلب سيارته في منطقة الحدود. |
| 1954م                                        | وفاة الشيخ المجاهد عبد الله الحكيمي في سجن المستعمر مسموماً. |
| 1955                                         | قيام «إنقلاب 1955» بقيادة المقدم أحمد الثلايا ضد الإمام أحمد ومحاصرة قصرة في تعز، والقبائل تهاجم المدينة وتفشل الانقلاب وأعدام الثلايا وضباط الانقلاب. |
| يوليو 1959                                   | عدد من مشائخ حاشد وقادة من الجيش يقودوا «تمرد 1959 في اليمن» ضد الإمام أحمد يحيى حميد الدينالذي كان يتعالج في إيطاليا، بدعم من نجله البدر، ولكن فشل التمرد بعد أن عاد الإمام أحمد من رحلته وألقى خطاب في الحديدة هدد فيه قادة الانقلاب. |
| مارس 1961                                    | «محاولة اغتيال الإمام أحمد 1961» في مستشفى الحديدة يقوم بها الضباط الأحرار «العلفي - واللقية - والهندوانة». |
| 26 سبتمبر 1962                               | تفجير «ثورة 26 سبتمبر» على أيدي «الضباط الأحرار» ضد الحكم الإمامي بمساعدة من مصر وقتل الإمام أحمد وقيام الجمهورية العربية اليمنية برئاسة عبد الله السلال، واشتعال حرب أهلية بين الجمهوريين الذين تساندهممصر والملكيين الذين تساندهم السعودية. |